# 飾緒

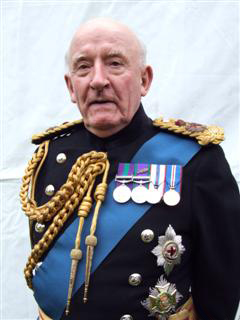
正装のイギリス陸軍元帥ピーター・インゲ

飾緒（しょくしょ/しょくちょ/かざりお、英: aiguillette フランス語発音: [ɛɡɥijɛt] ( 音声ファイル)、エギュイエット）は、一般に軍服の片肩から前部にかけて吊るされる飾り紐のことをいう。材質に金銀糸が使用されることからモールとも呼ばれている。
軍人以外でも、国境警備隊や沿岸警備隊といった準軍事組織の構成員、或いは警察官や消防官等の公務員の制服にも使用され、民間でも制服や舞台衣装の飾りとして用いられる事がある。

## 概要
飾緒が示す意味は国や時代によって異なる。正装や礼装のアイテムとして着用される場合は、地位や役職、資格、所属する部隊や兵科（兵種）を示すこともあり、勲章の略章であることもある。役職を示すものとしては副官用と駐在武官用の飾緒が多くの国の軍隊に共通しており、これらは常装に着用されることも多い。式典時の服装に単なる装飾として着けられる場合もあり、儀仗兵や軍楽隊の式典服に多く見られる。
18世紀、ナポレオン時代のフランス陸軍で誕生したものといわれ、元は地図に書き込みをする要のある副官やメモを頻繁に取る必要のある伝令将校が、鉛筆やチョークなどの筆記具を吊るしておく為のものだったという説がある。馬上で指揮を執ることが多かったナポレオンが、鉛筆を片手でも扱いやすいように、また誤って落とすことがないようにと考案したものであるともされる（鉛筆もまたナポレオンがコンテに命じて考案させたものである）。その名残とされているのが、胸前部に垂らす紐の先端に付けられている石筆（ペンシル）と呼ばれる飾り金具であり、古い時代の飾緒では実際にこの部分が鉛筆になっている例がある。しかし、それ以外にも馬の手綱やメジャー、あるいはマスケット銃の火皿の火薬滓をかき出すための金具が起源という説もあり、詳細は判然としない。

### 装着方法

陸海軍の参謀飾緒。右肩端部に飾緒を取り付ける為の切込孔が見られる

以下に海上自衛官の副官飾緒装着要領を海上幕僚監部からの通知文書（海幕総第3603号（昭和56年8月6日））に基づき以下に示す。
1. 上衣の右肩袖付上部を約4センチメートル切り開き、内側でボタンにより飾緒の取付部を固定する。
2. 飾緒の短い細ひもの輪に右腕を通す。
3. 飾緒の長い三つ編みひもは、右肩後方から右脇下を経て上衣の前部に回す。
4. 飾緒の長い細ひも及び短い三つ編みひもの輪は、直接上衣の前部に回す。
5. 上衣の前部に回すひも類をまとめて、第1種夏服上衣（立襟）にあっては第1ボタンに、第2種夏服上衣（ワイシャツ型）にあっては第2ボタンに、その他にあっては右えり裏側に取り付ける。

旧陸海軍将官の正装・礼装用飾緒、参謀および皇族王公族附武官用飾緒、副官用飾緒（海軍のみ）、陸上・航空自衛隊の防衛駐在官及び副官用飾緒、陸上自衛隊将官の礼服用飾緒の着用法は上記海上自衛隊の方法と同じである。飾緒を着用する被服には右肩の袖部縫い目に切れ込を入れ、裏地部分に隠しボタンを付す。
日本はフランス軍の飾緒を参考にしたため、この装着方法はフランス式とも言える。

## フランス

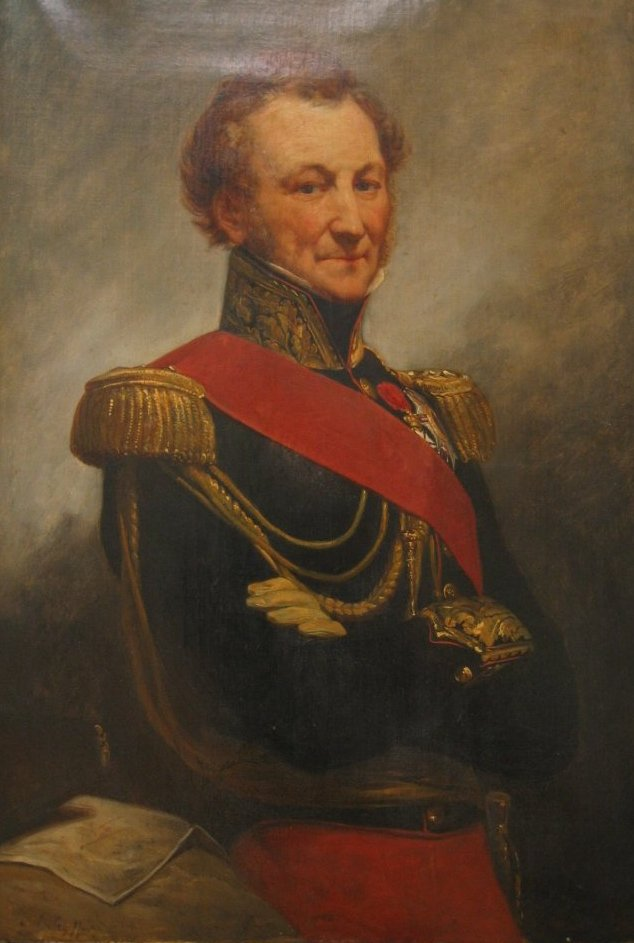
19世紀中頃のフランス軍将官

前記の理由から、礼装用等の飾緒は上記の#装着方法とほぼ同じである。詰襟軍服に着用する際、前部に回すひも類をまとめずに別々のボタンに取り付ける場合もある。
また勲章的なものとして、表彰を受けた部隊の将兵が着用する飾緒状のフラジェール（Fourragère）がある。例えば、レジオン・ドヌール勲章受章部隊の隊員は赤色の飾緒を着ける資格を有する（下記の写真の通り、異なる種類の勲章―例えば第二次世界大戦従軍章も―を受けている場合は色違いの複数本の飾緒が着用される）。

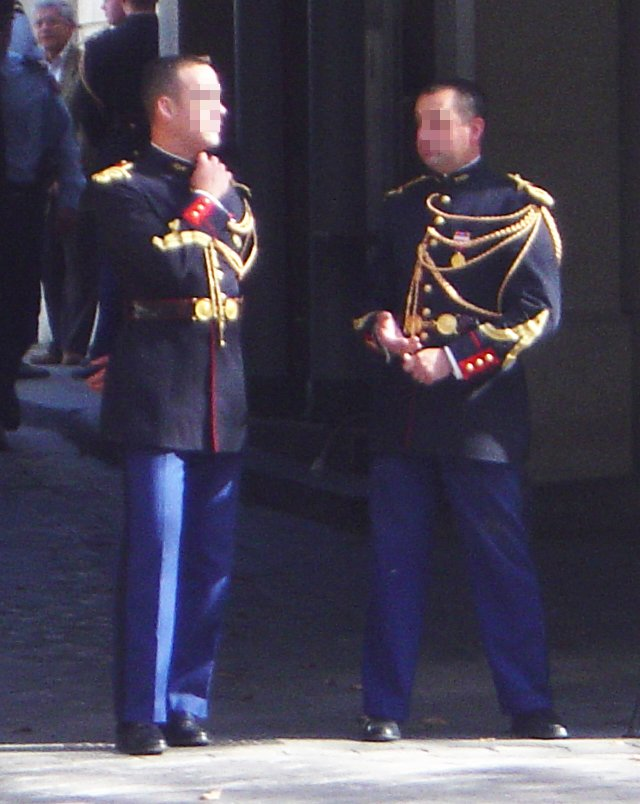
フランス共和国親衛隊
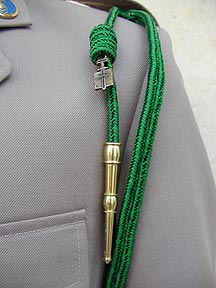
リベラシオン勲章（フランス語版）のフラジェール
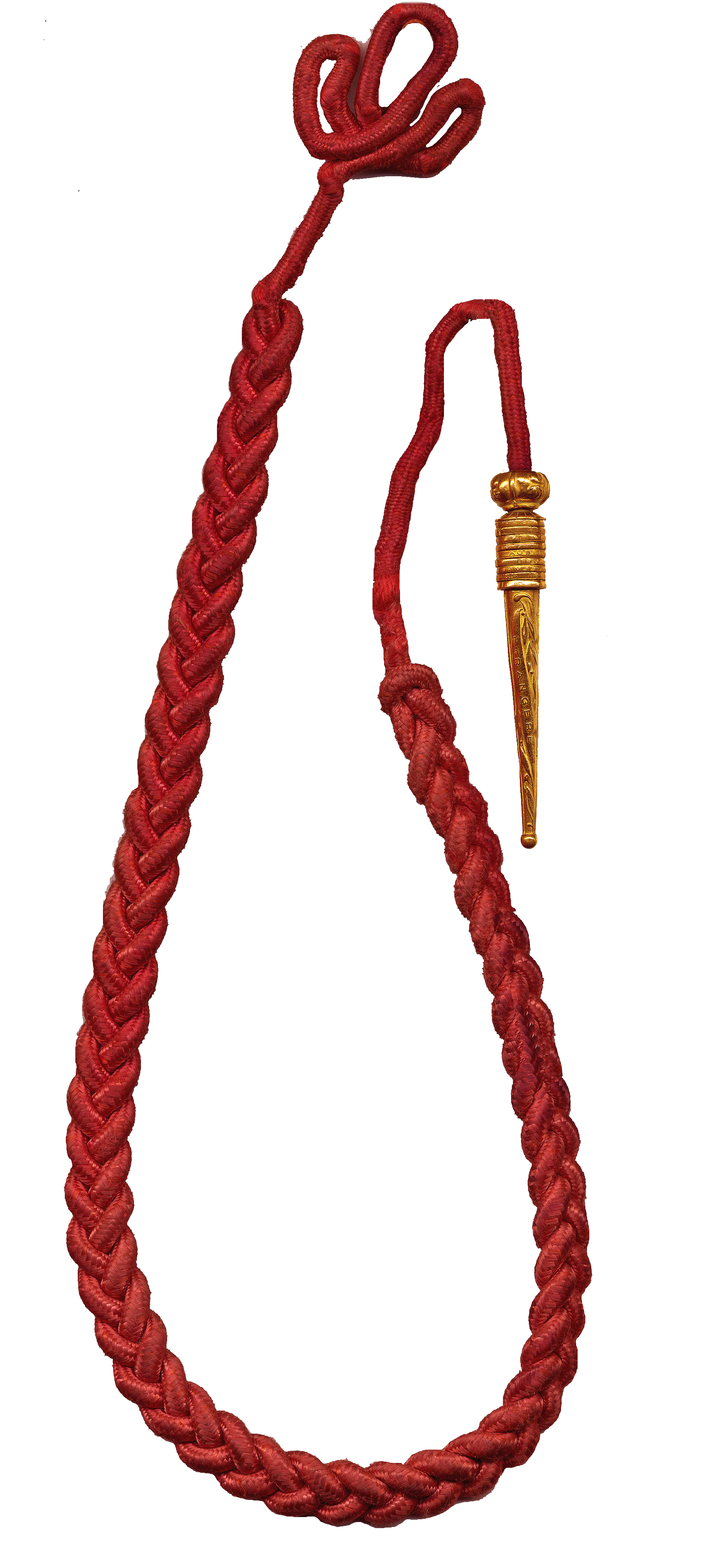
レジオン・ドヌール勲章のフラジェール
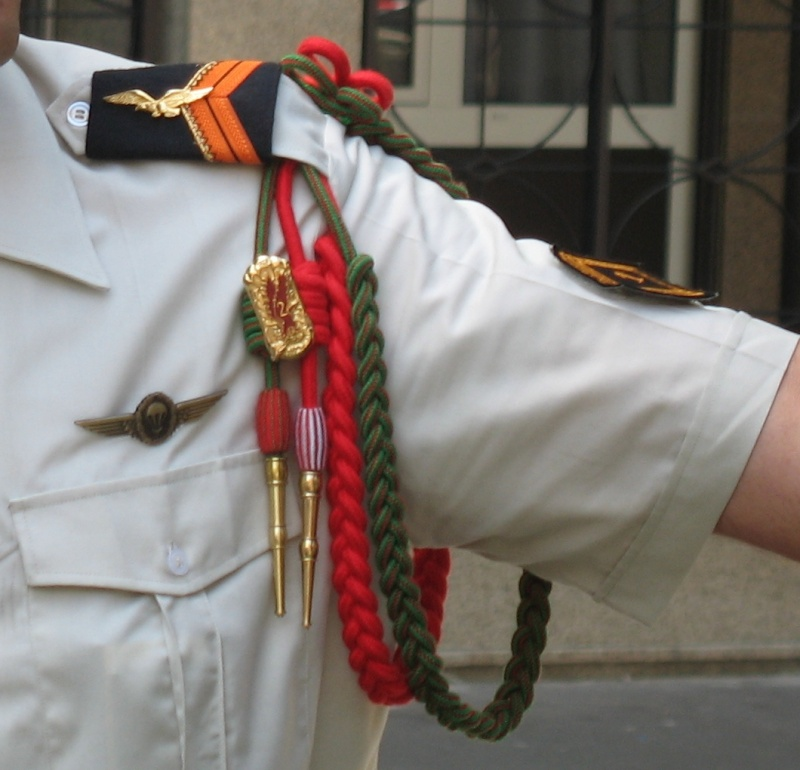
レジオン・ドヌール勲章と第二次世界大戦従軍章、両方のフラジェールを着けた第1猟兵落下傘連隊隊員

## 日本

### 大日本帝国陸海軍

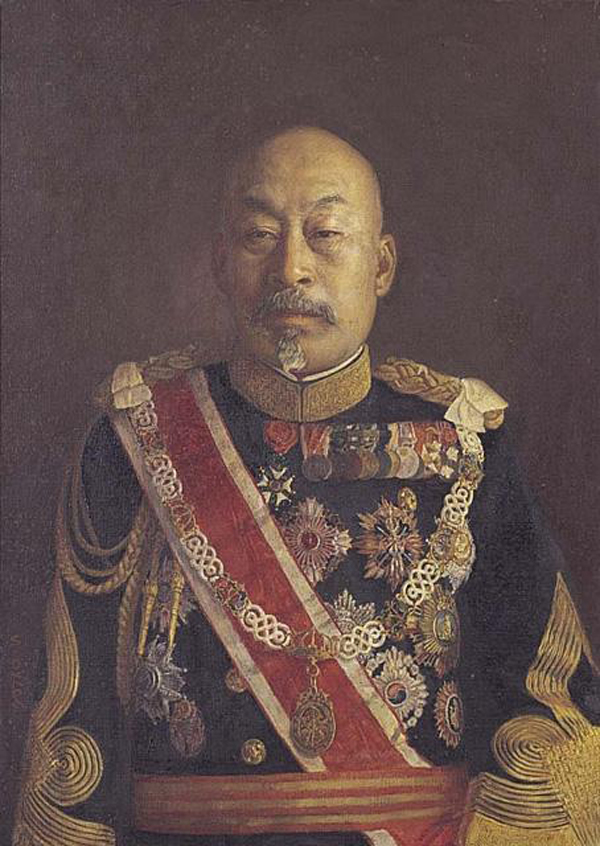
陸軍の将官飾緒（正装）　岡田三郎助による『寺内正毅肖像』

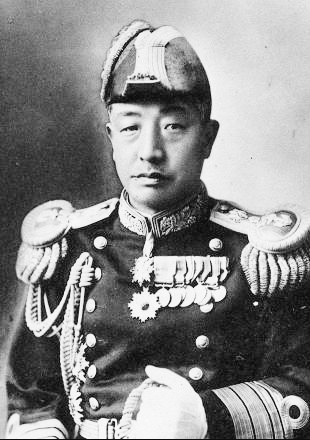
海軍の将官飾緒（正装）　塩沢幸一、海軍省「支那事変記念写真帖」より

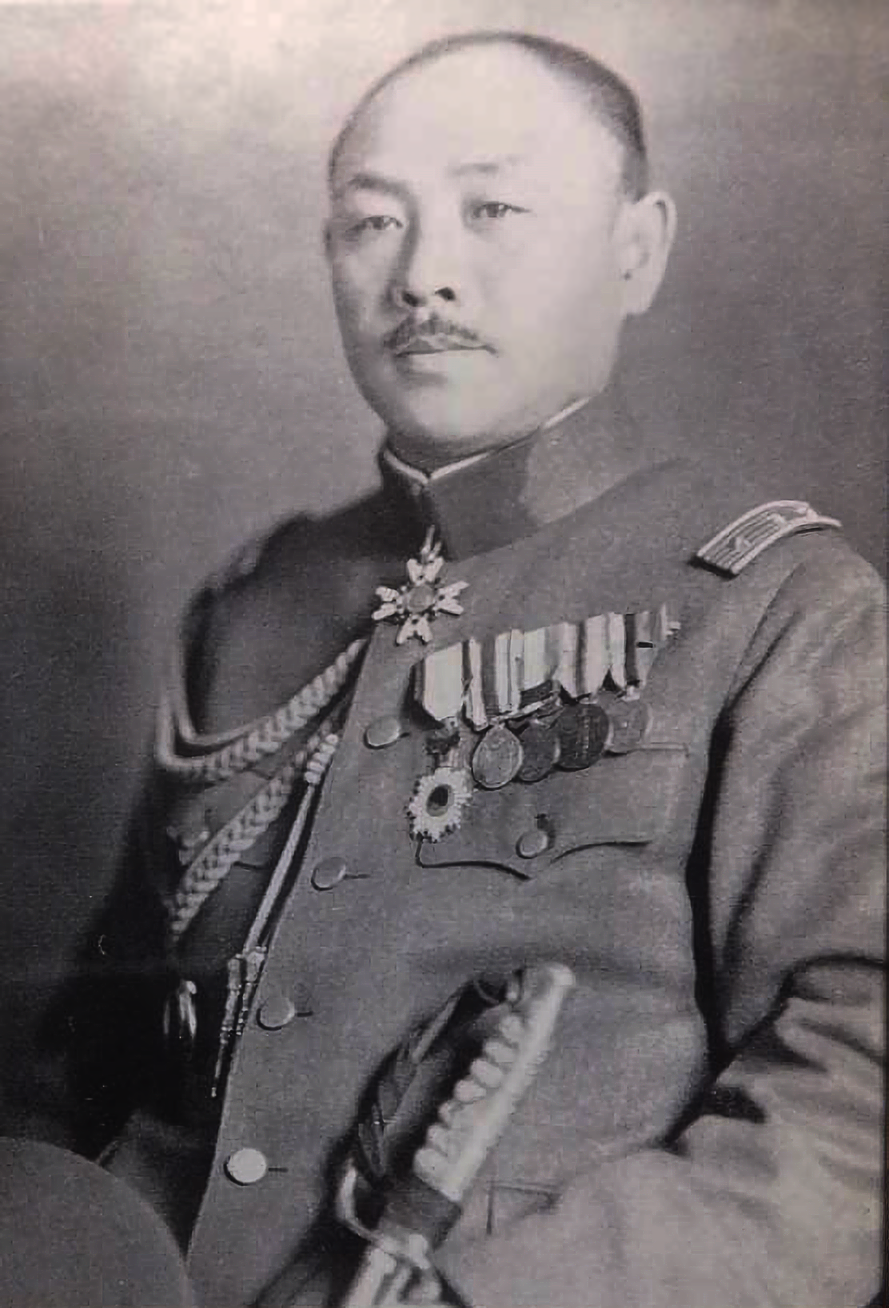
陸軍の侍従武官飾緒（阿南惟幾大佐）

陸軍では、明治14年3月21日太政官達第22号を以て同年設置された憲兵の服制が制定され、憲兵将校は萌黄色の飾緒を着用する旨規定された。この飾緒は明治19年7月6日勅令48号による陸軍将校服制の改正まで使用されていた。そして、同改正により後述の将官や参謀等の飾緒が規定された。
陸海軍の将官は正装・礼装時（正衣袴着用時）に金色の将官飾緒を着用した。
参謀総長や軍令部総長を筆頭とする全ての参謀たる将校は正装から略装に至るまで常に参謀飾緒を着用したが、この習慣は自衛隊を含む他の軍隊には見られない。金色で将官用のそれに似た形状であるが寸法がやや小さくなり、材質は金線（金糸）または黄絹だが、太平洋戦争期には俗に野戦用と称される濃緑茶褐色の飾緒も用いられている。
侍従武官・皇族王公族附武官は銀色の侍従武官飾緒・皇族附武官飾緒/王公族附武官飾緒を着用した。
これら将官飾緒・参謀飾緒・附武官飾緒のほかに、海軍では特定の部隊等の副官（海軍省副官、軍令部副官、鎮守府副官、艦隊副官、警備府副官、海軍連合航空隊副官、元帥副官、軍事参議官副官、その他参謀を置かない部隊の副官）が附武官飾緒と同じ銀色の副官飾緒を着用していた。陸軍の副官は着用方法が大綬章に類似し、週番巡察懸章（紅白）の色違いである黄色と白色の高等官衙副官懸章を右肩から左腰に着用するため飾緒は使用しない。
「飾緒」を陸軍では「しょくしょ」又は俗に「しょくちょ」、海軍では「かざりお」と称しており、陸軍の飾緒は石筆先の浮彫は桜葉、海軍の飾緒は錨となっている。一般的に陸軍は右肩から第1釦に、海軍は襟ホック部分に掛けて付し着用する（褐緑色の略装、陸戦服、第三種軍装といった開襟被服の場合は陸軍と同じ第1釦に掛ける）。このほか、陸軍の開襟着用時または開襟背広型の防暑衣や、海軍の陸戦服・第三種軍装といった開襟被服では、第1釦ではなく右襟（ラペル）に隠れる位置に仕込んだ釦や糸かがり、または第2釦に掛けて着用される事もあった。
1895年（明治28年）、飾緒の制式が改正される。丸打金線、長さ2丈4尺5寸、その両端を鎖状組とし、これに金具各1個を付する。将官の直径は2分、参謀佐尉官の直径は1分8厘。金具は石筆形、金色長さ2寸6分である。また、伝令使の飾緒を廃止する（明治28年9月28日勅令136号）。
1899年（明治32年）、将校飾緒につき、通常軍服及び夏服には白茶色の絹線製を用いることも許容される。副官の飾緒が設けられる。副官飾緒は銀線とし通常軍服及び夏服には白色を用いることが許容される（明治32年8月10日勅令第369号）。
1915年（大正4年）11月5日、皇族附武官も飾緒を着用することとなる（大正4年11月1日勅令第191号（同年11月5日施行））。
1942年（昭和17年）11月1日、海軍では参謀及び副官用に主に南方戦線での服装簡易化の名目に、石筆無し紐状の丸打絹線の略式飾緒が制定される（昭和17年10月30日勅令第699号（11月1日施行））。

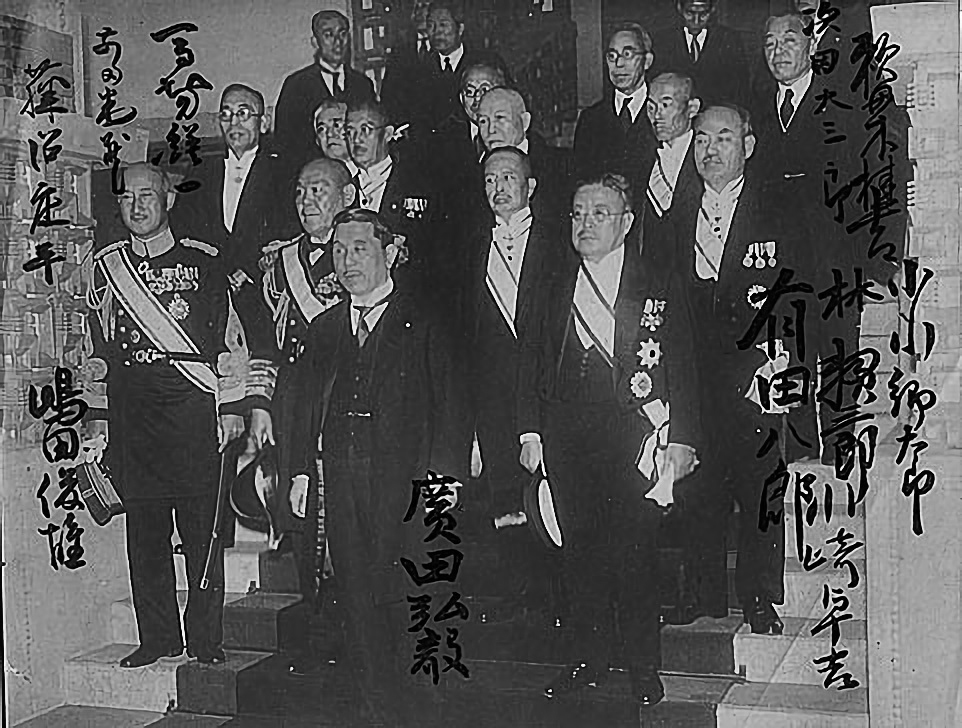
陸海軍の将官飾緒（礼装）
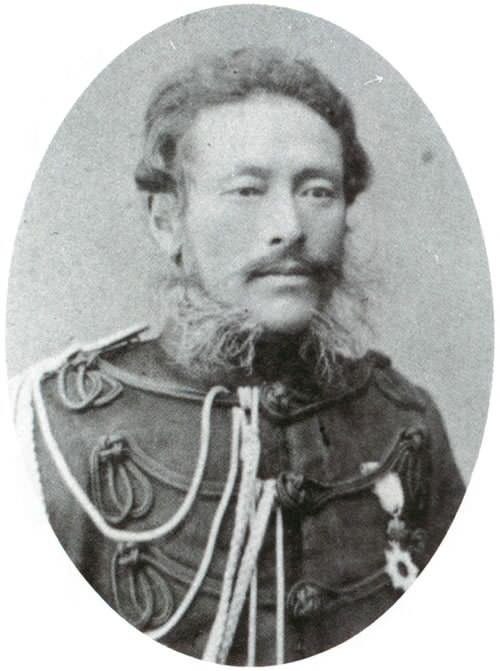
明治最初期の陸軍の参謀飾緒。フランス軍に倣った物でのちの飾緒とは体裁が異なる
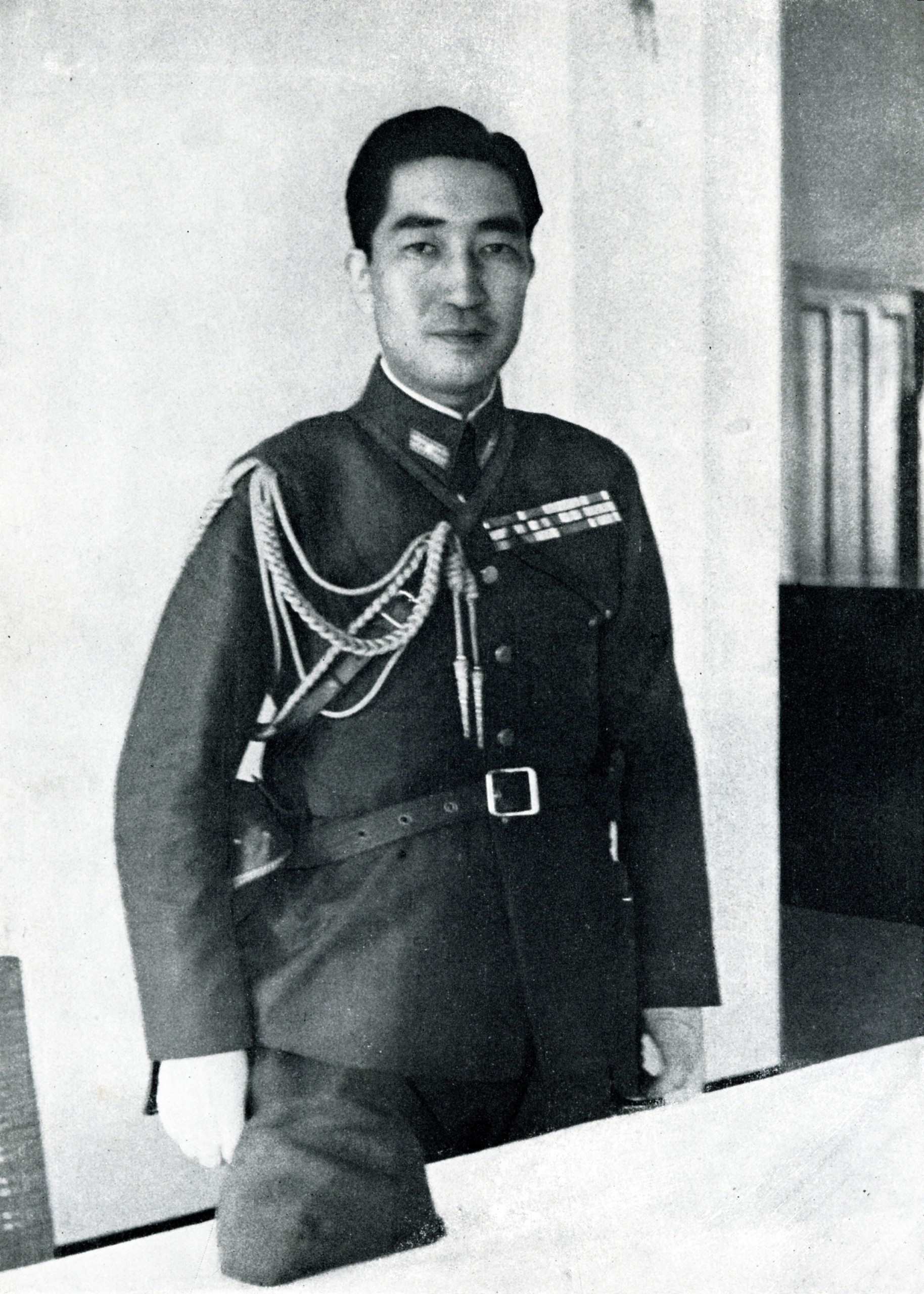
陸軍の参謀飾緒
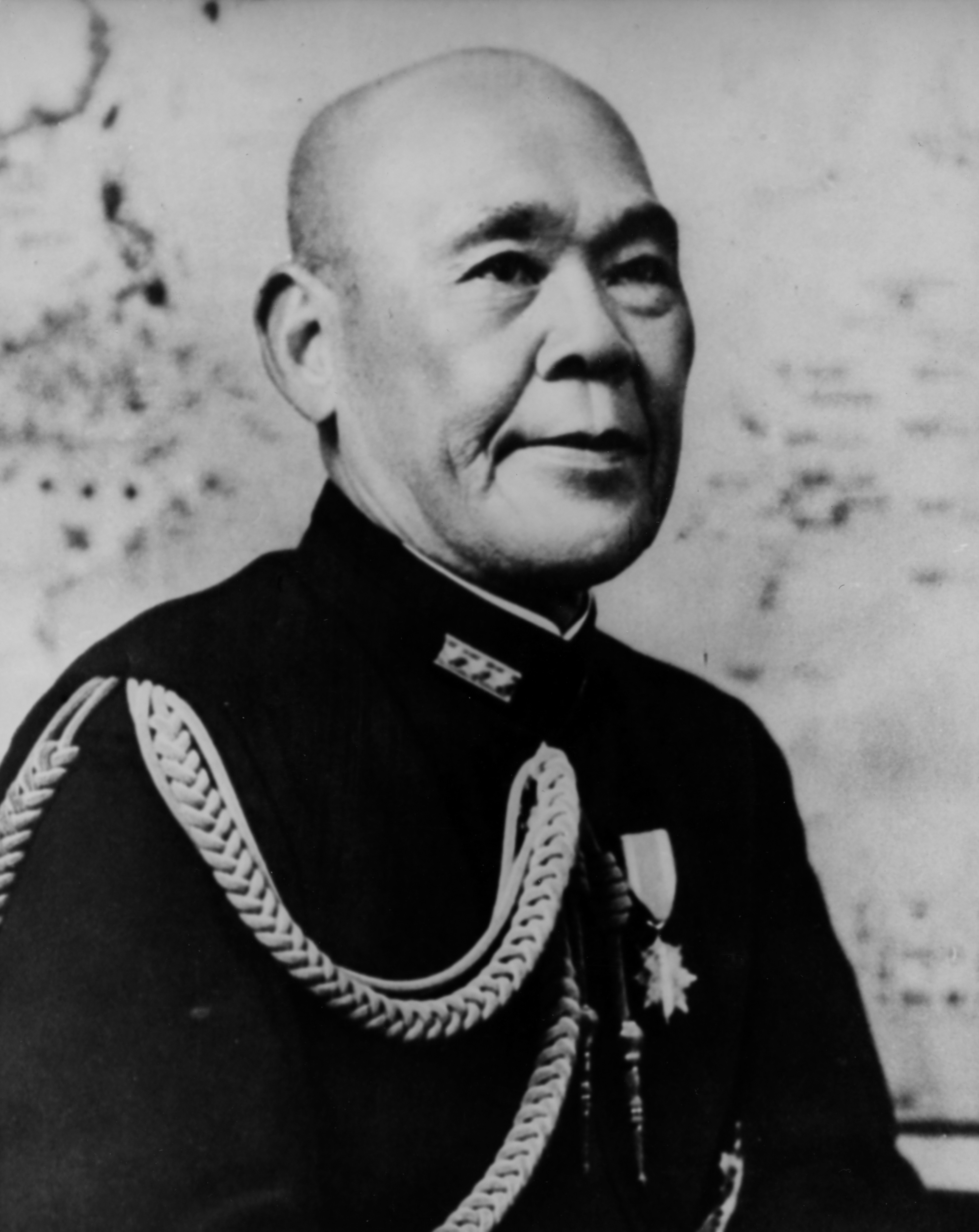
海軍の参謀飾緒
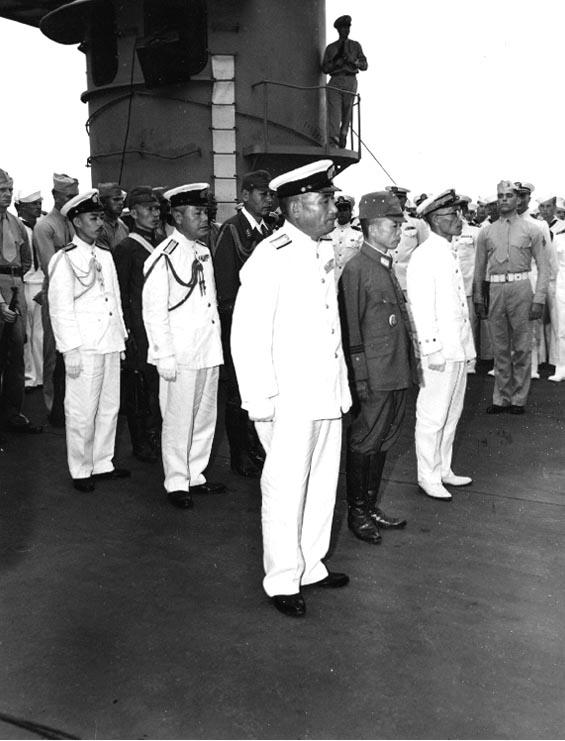
陸海軍の参謀飾緒（中列）と高等官衙副官懸章/副官飾緒（後列）
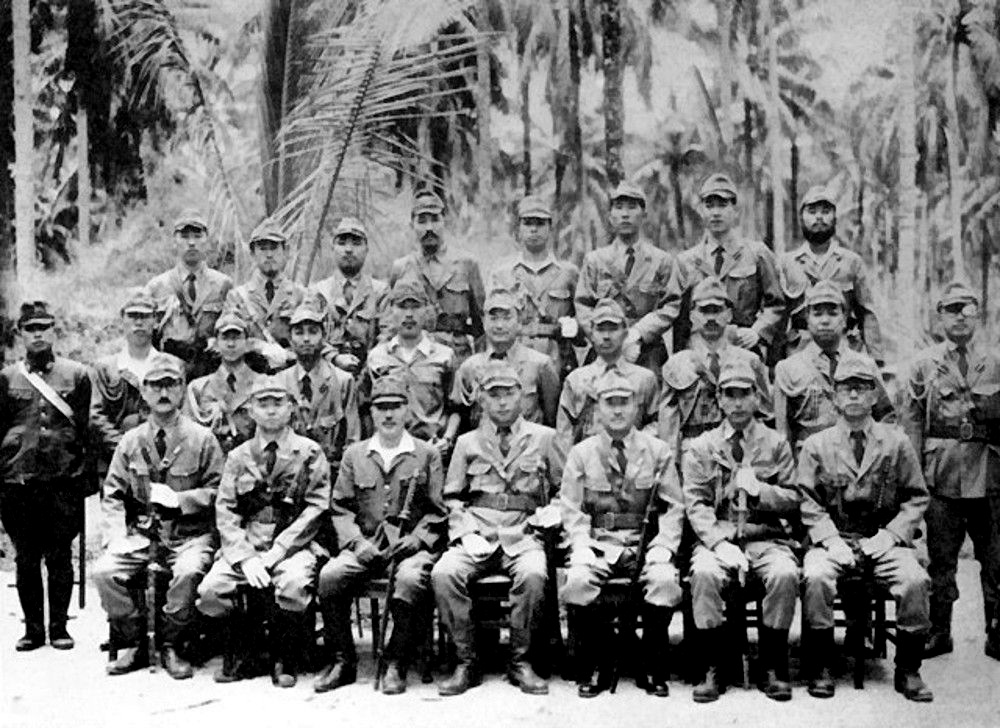
高等官衙副官懸章を着用した陸軍の副官（左端）と副官飾緒を着用した海軍の副官（右端）

### 自衛隊

#### 陸海空自衛隊で共通の飾緒
陸海空で共通の飾緒としては、防衛駐在官と副官の飾緒がある。

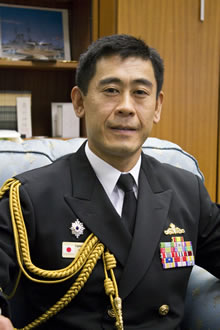
防衛駐在官の飾緒（南厚1等海佐）

防衛駐在官たる自衛官の飾緒防衛駐在官たる自衛官がその職務を行うため必要がある場合に着用する。黄色の丸打ひもに金色の金属細線をかぶせたものを三つ編みにし、その両端に金色の金属製金具（陸上自衛官のものには桜花及び桜葉を、海上自衛官のものには錨を、航空自衛官のものには鷲をつけたものとする。以下同じ。）をつける。
副官の飾緒副官飾緒の着用者は、防衛省訓令により以下に掲げる者とされている。
1. 統合幕僚監部、陸上幕僚監部、海上幕僚監部及び航空幕僚監部の副官
2. 陸上総隊司令部、方面総監部、師団司令部及び旅団司令部の副官
3. 自衛艦隊司令部、護衛艦隊司令部、航空集団司令部、潜水艦隊司令部、地方総監部、教育航空集団司令部、練習艦隊司令部、護衛隊群司令部及び掃海隊群司令部の副官
4. 航空総隊司令部、航空支援集団司令部、航空教育集団司令部、航空開発実験集団司令部、航空方面隊司令部、航空団司令部及び航空警戒管制団司令部の副官

上記の者が日本国外に出張する場合並びに日本国内において日本国以外の国の軍隊、軍艦又は大使館若しくは公使館との連絡業務に従事する場合並びにそのほか、渉外事務を行うため必要がある場合に着用する。白色の丸打ひもを三つ編みにし、両端に銀色の金属製金具をつける。

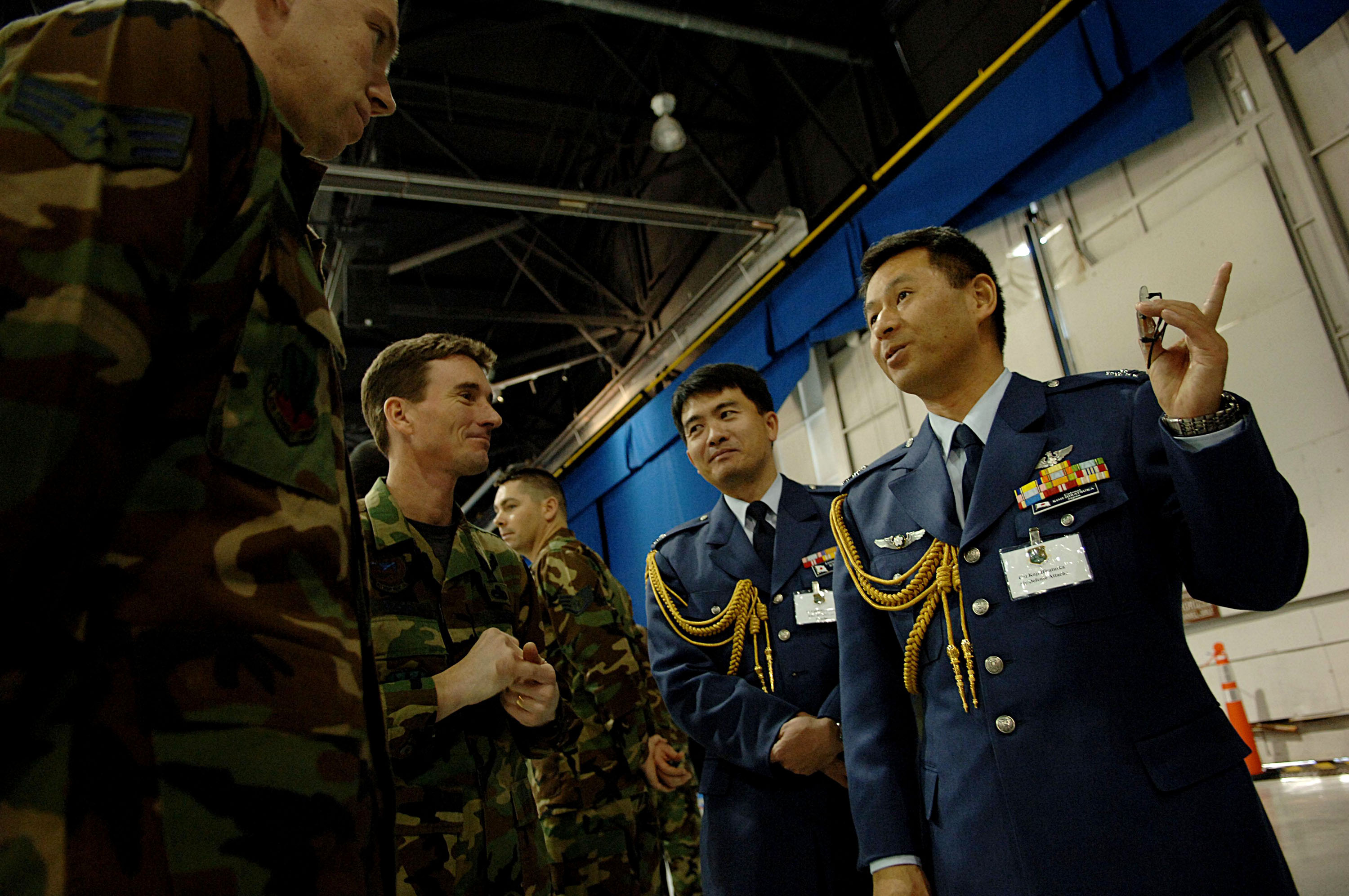
防衛駐在官の飾緒　左から佐藤一郎2等空佐、平塚弘司1等空佐　ラングレー空軍基地にて
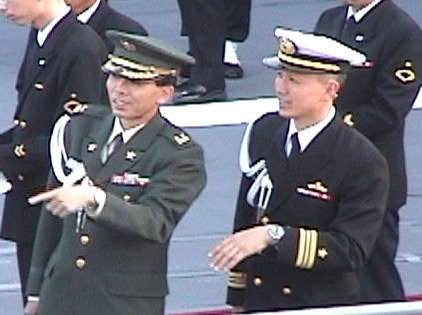
陸上自衛官（2等陸佐）と海上自衛官（3等海佐）の副官飾緒着用例。2002年10月の国際観艦式にて
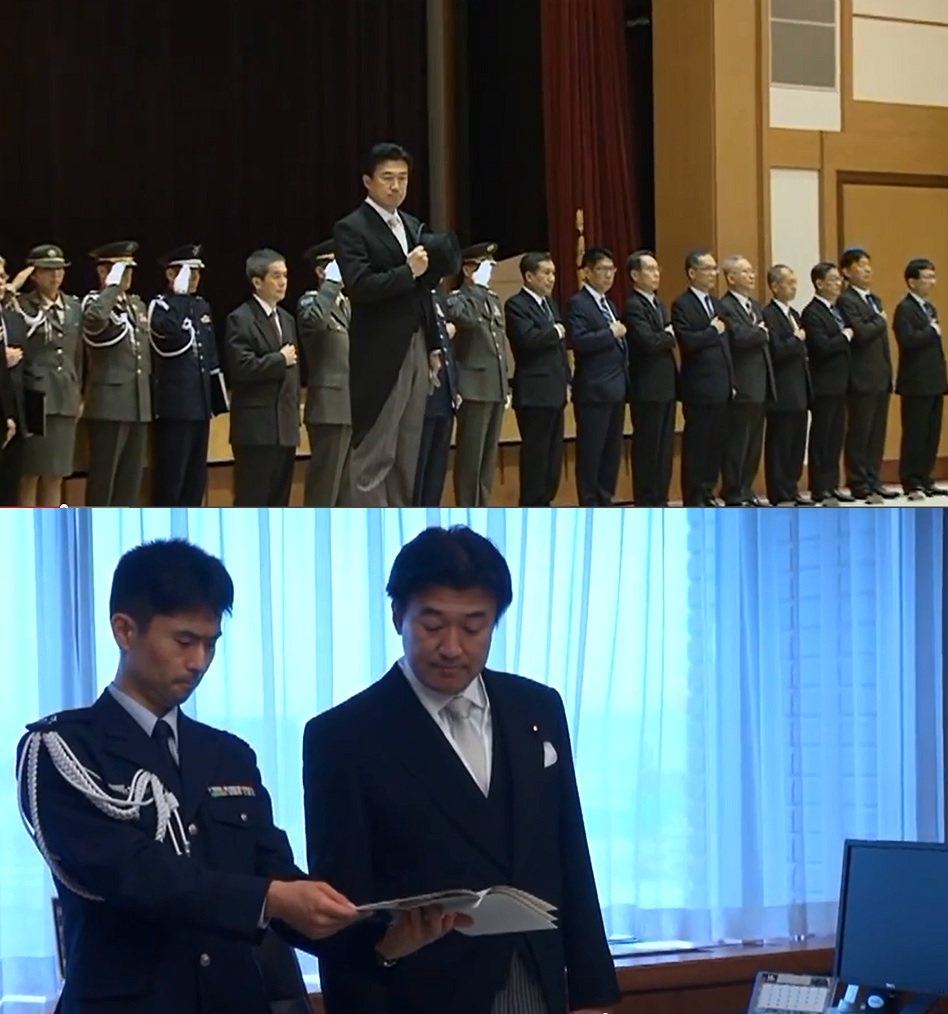
（上）防衛大臣政務官の着任式に侍立する副官。（下）防衛大臣政務官の補佐を行う副官（航空自衛官）

#### 各自衛隊特有の飾緒

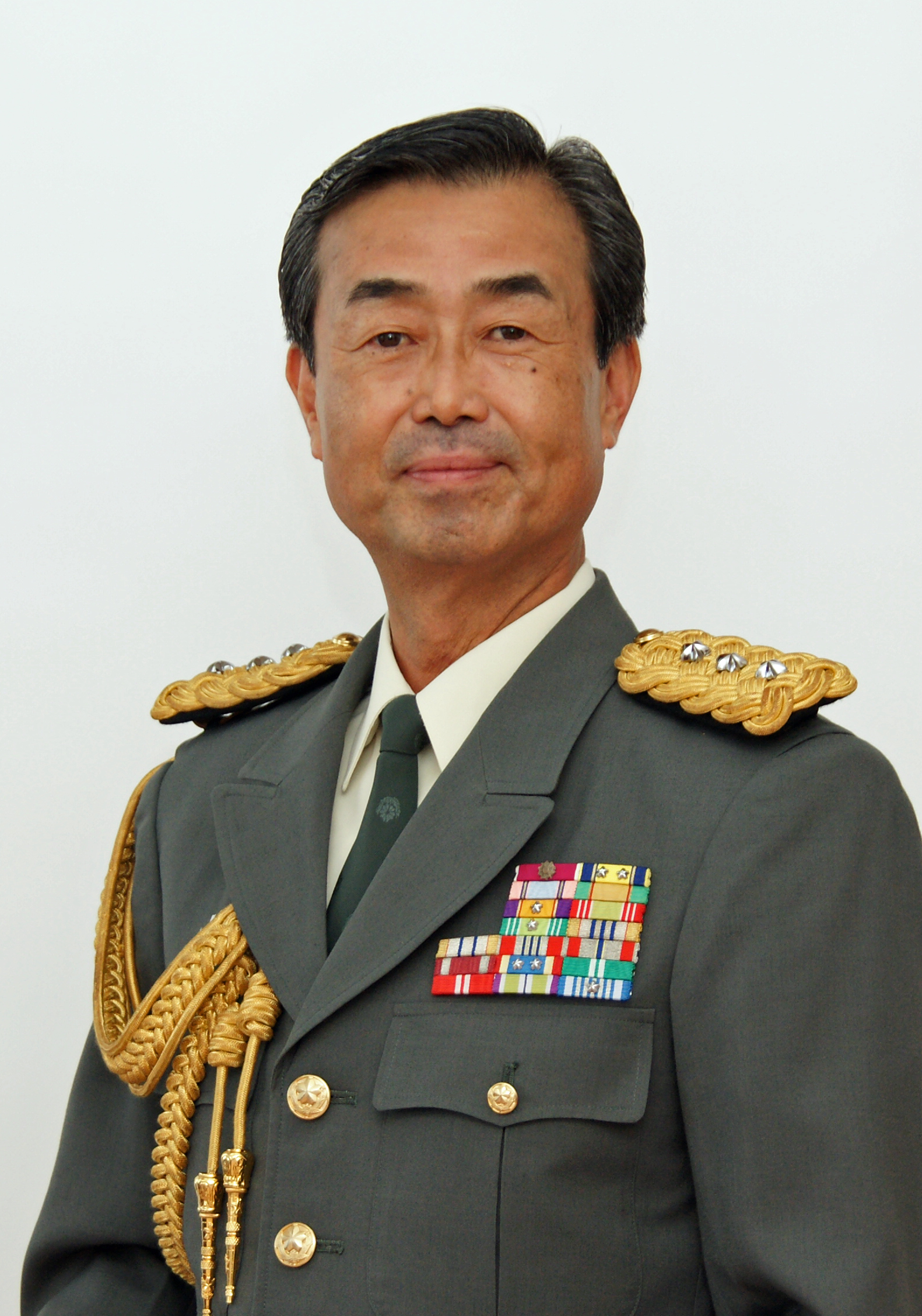
第1種礼装乙姿の松尾幸弘陸将

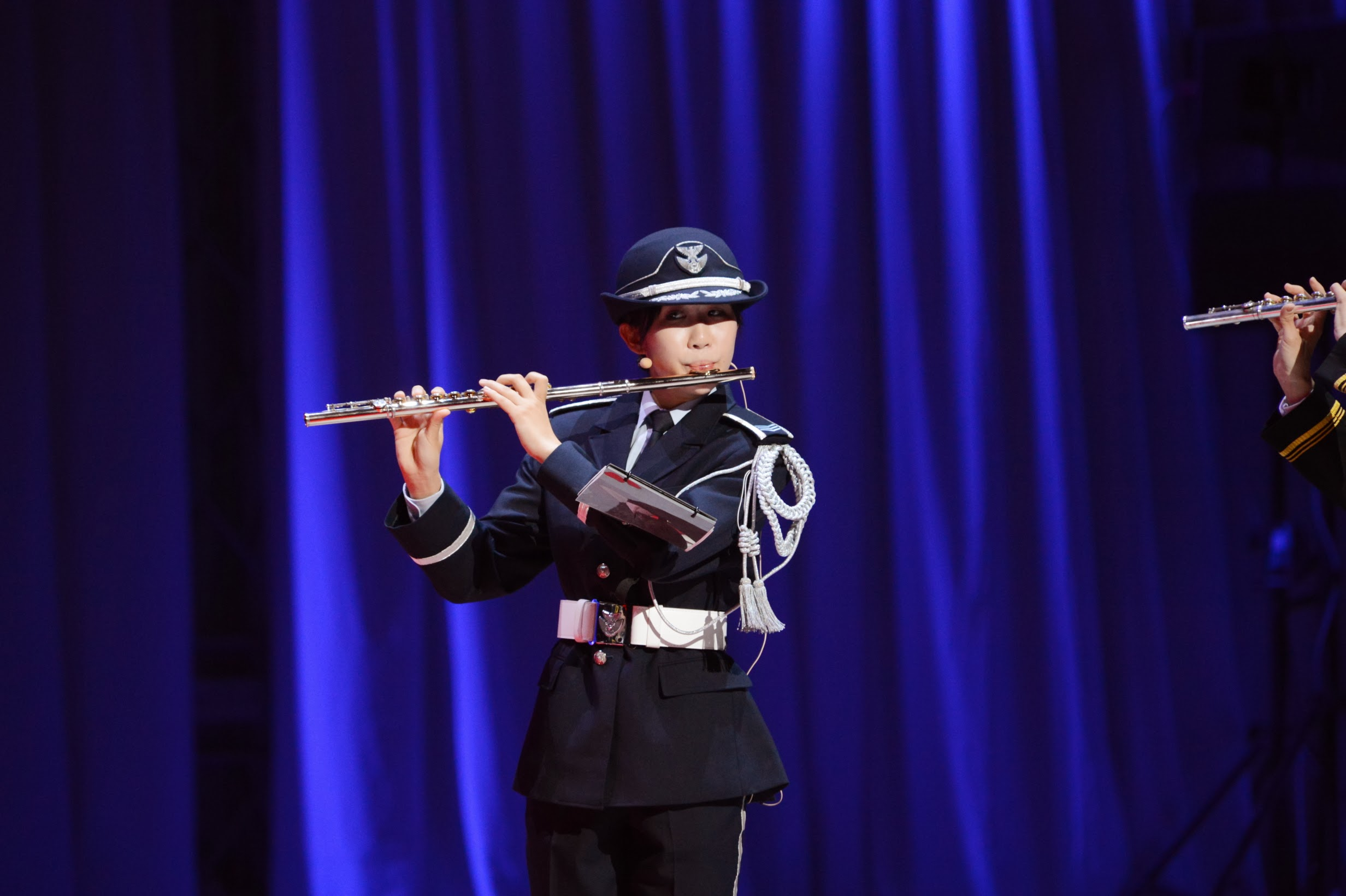
音楽隊員の飾緒

- 陸上自衛隊

礼服用飾緒陸将補以上が礼装を着用する場合に着用する。金色の丸打ひも（綿心の金線、絹、化学繊維又はこれらの混紡とする。）を三つ編みにし、両端に、桜星及び桜葉の模様を施した金属製金具をつける。
儀仗隊員の飾緒特別儀仗隊（第302保安警務中隊）で着用される。礼服用飾緒と同様のものを左肩に着用する。
第1種飾緒音楽隊員が着用する。第2種飾緒と同様のものを大小二つの環状にして大きな環を左腕に通し、小さな環は左肩側面に垂らし、端部は大きい環に沿って前に垂らす。
第2種飾緒音楽隊員が特別儀じょう演奏服装の際に着用する。着用方法は儀仗隊員の飾緒と同様で、両端が金属製金具ではなく総となっている。

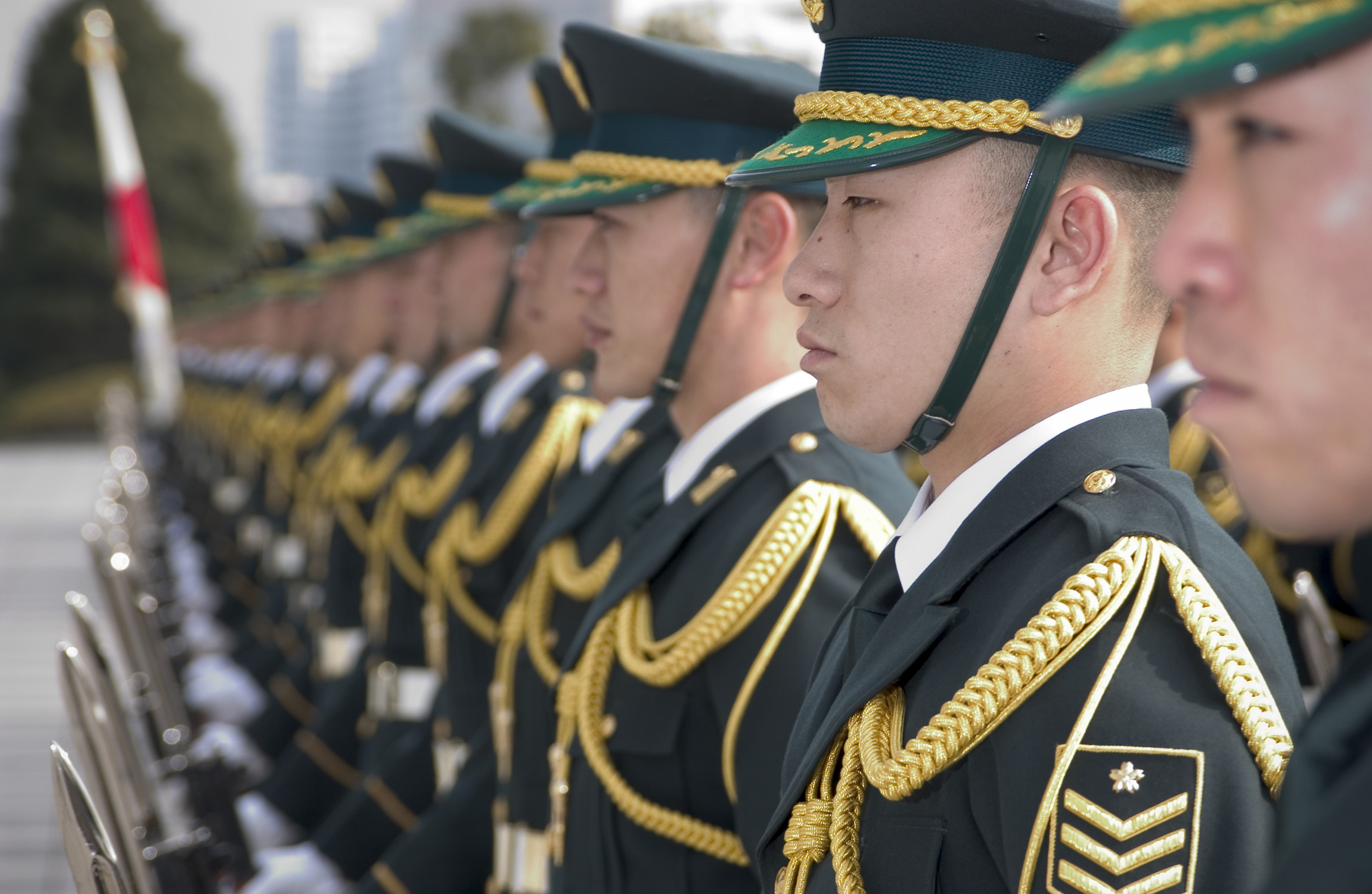
特別儀仗隊の飾緒。取付は肩の縫い目ではなく、肩章に穴を開け、その下にあるボタンに留めている
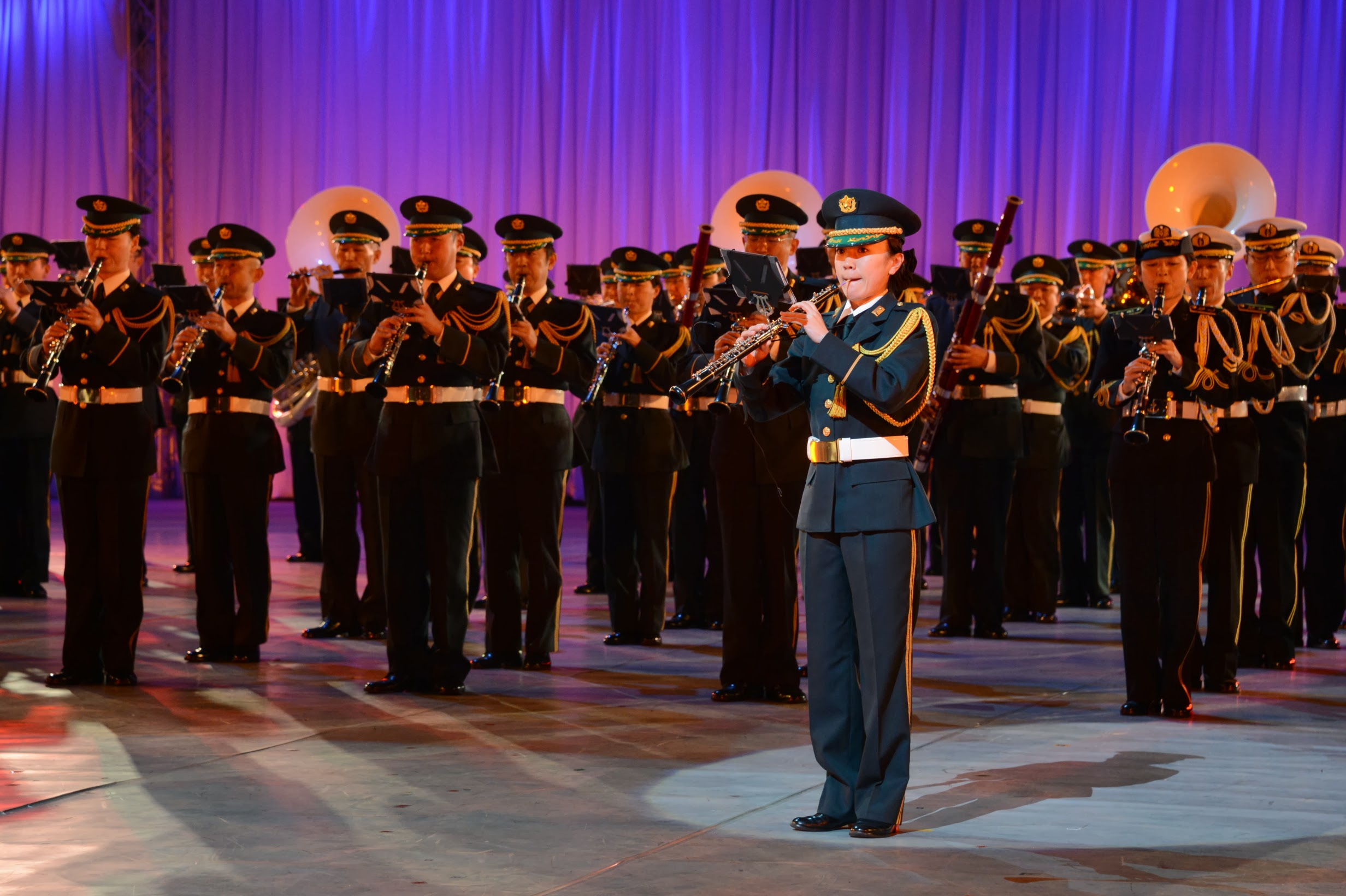
音楽隊員の第2種飾緒

- 海上自衛隊

特定の渉外事務を行う幹部自衛官の飾緒
- 練習艦隊の最先任の幕僚が、練習艦隊の遠洋練習航海中、日本国外において渉外事務を行うために必要のある場合に、副官に準じて飾緒を着用する。
- 米国派遣訓練（リムパック）に参加する部隊の最先任の幕僚が、米国派遣部隊の派遣期間中、渉外事務を行うために必要のある場合に、副官に準じて飾緒を着用する。

音楽隊員の飾緒黄色と白の丸打ひもを三つ編みにし、両端に金色及び銀色の金属製金具をつける。着用方法は陸上自衛隊の第1種飾緒と同じ。また航空学生が基地祭等でファンシードリルを披露する際に専用の制服に着用する。

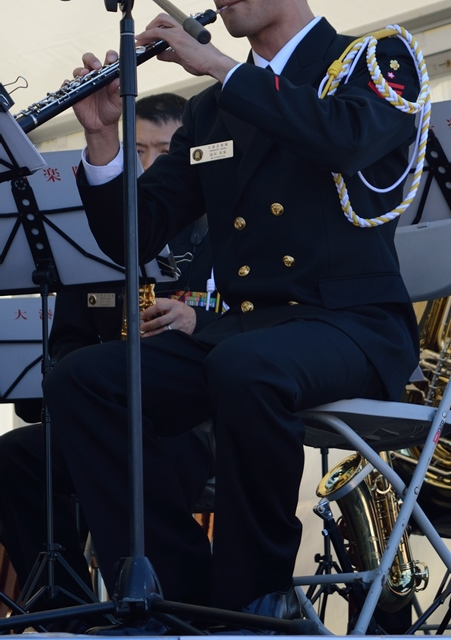
音楽隊員の飾緒
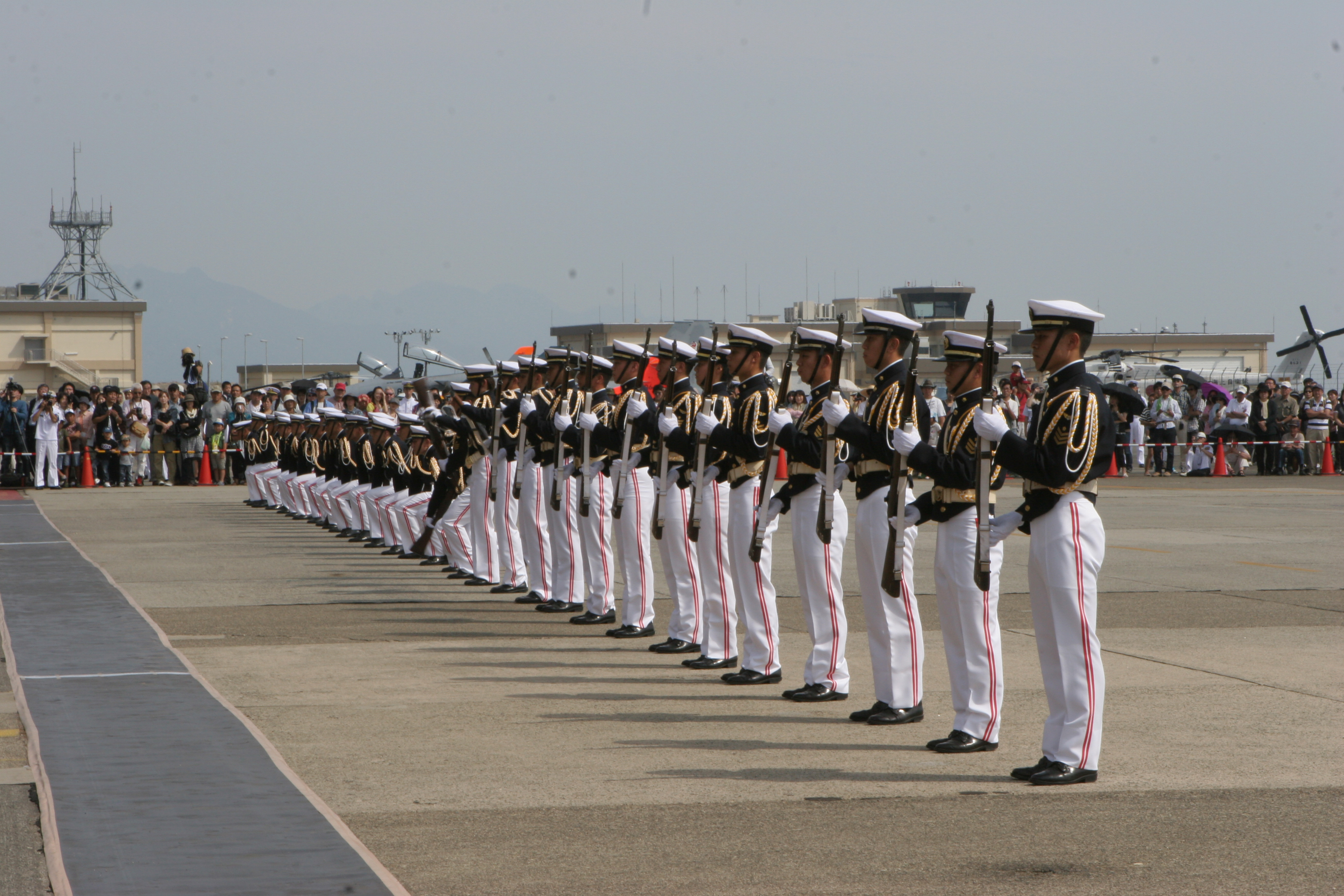
航空学生によるファンシードリル

- 航空自衛隊

音楽隊員の飾緒銀色の丸打ひもを三つ編みにし、両端に銀色の金属製金具をつける。着用方法は陸上自衛隊の第1種飾緒と同じ。また航空学生が基地祭等でファンシードリルを披露する際に専用の制服に着用する。
儀仗用飾緒儀仗の場合に白色の顎紐、白色の拳銃帯及び白色の脚絆と共に着用される。:銀色の丸打ひもを三つ編みにし、両端に銀色の金属製金具をつける。作りは陸上自衛隊儀仗隊員と同様だが、三つ編みのひもが長短2本の他に環状のものが大小2個ある。着用方法は陸上自衛隊儀仗隊員と同様だが、短い細ひもの輪と三つ編みの環2個を左肩側面に垂らす。
- 音楽隊員の飾緒

### その他の組織

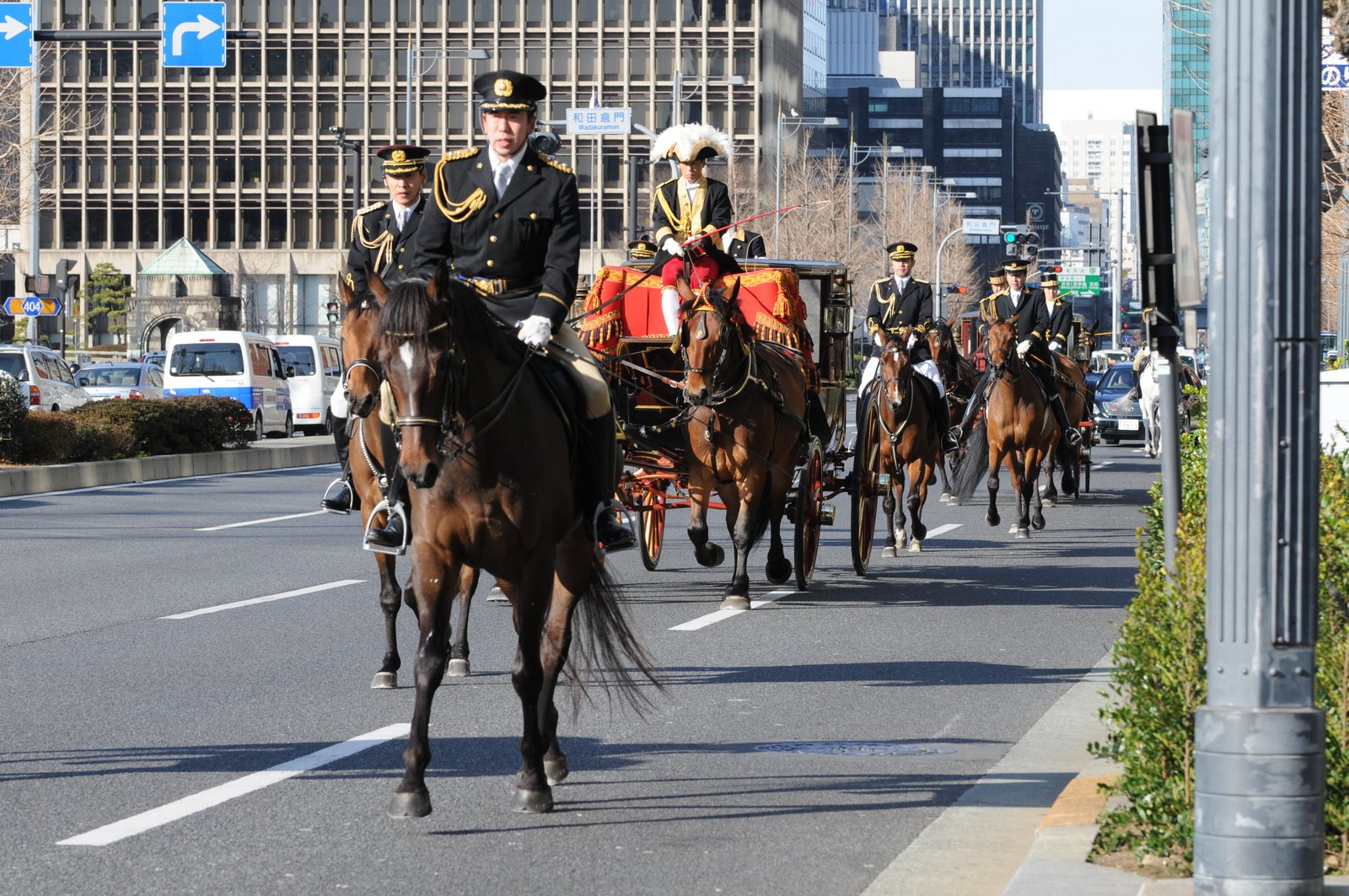
警視庁と皇宮警察の騎馬警官及び宮内庁の車馬課の御者。先頭の警視庁警察官の飾緒は細紐を腕に通さない。明治21年制定の御者の制服にも飾緒が付く。信任状を天皇に提出しに行く駐日大使を護衛中

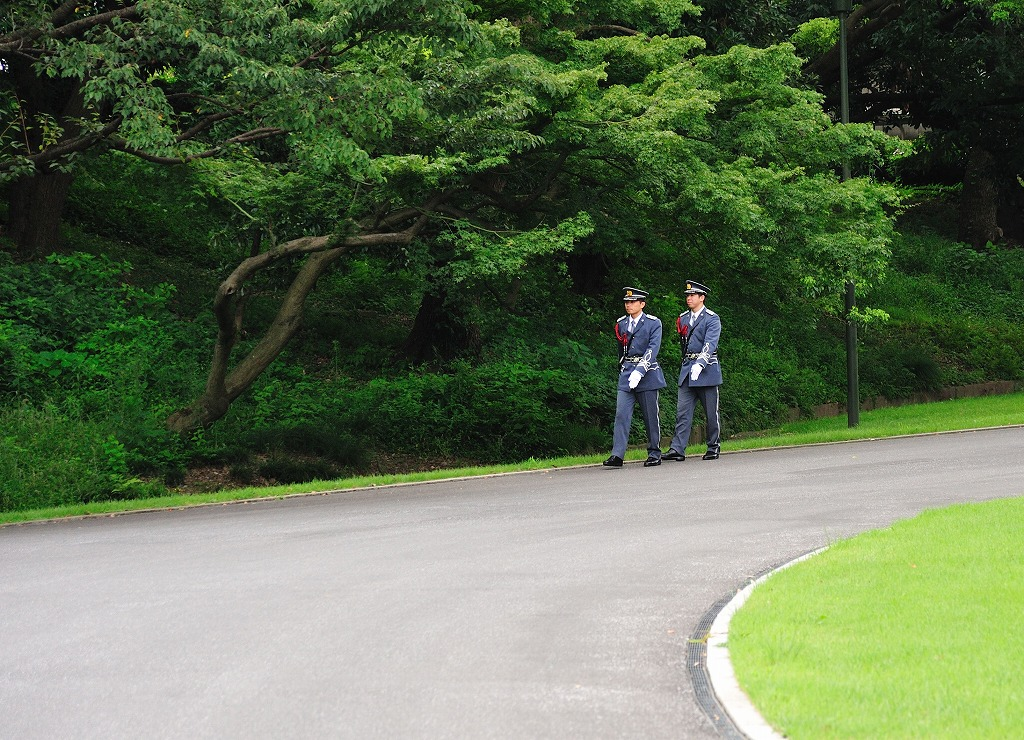
皇宮護衛官を示す臙脂色の飾緒
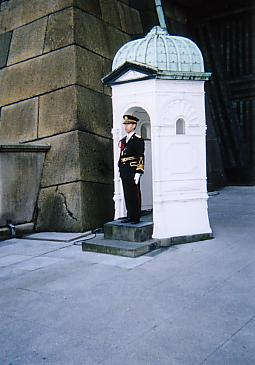
皇宮護衛官
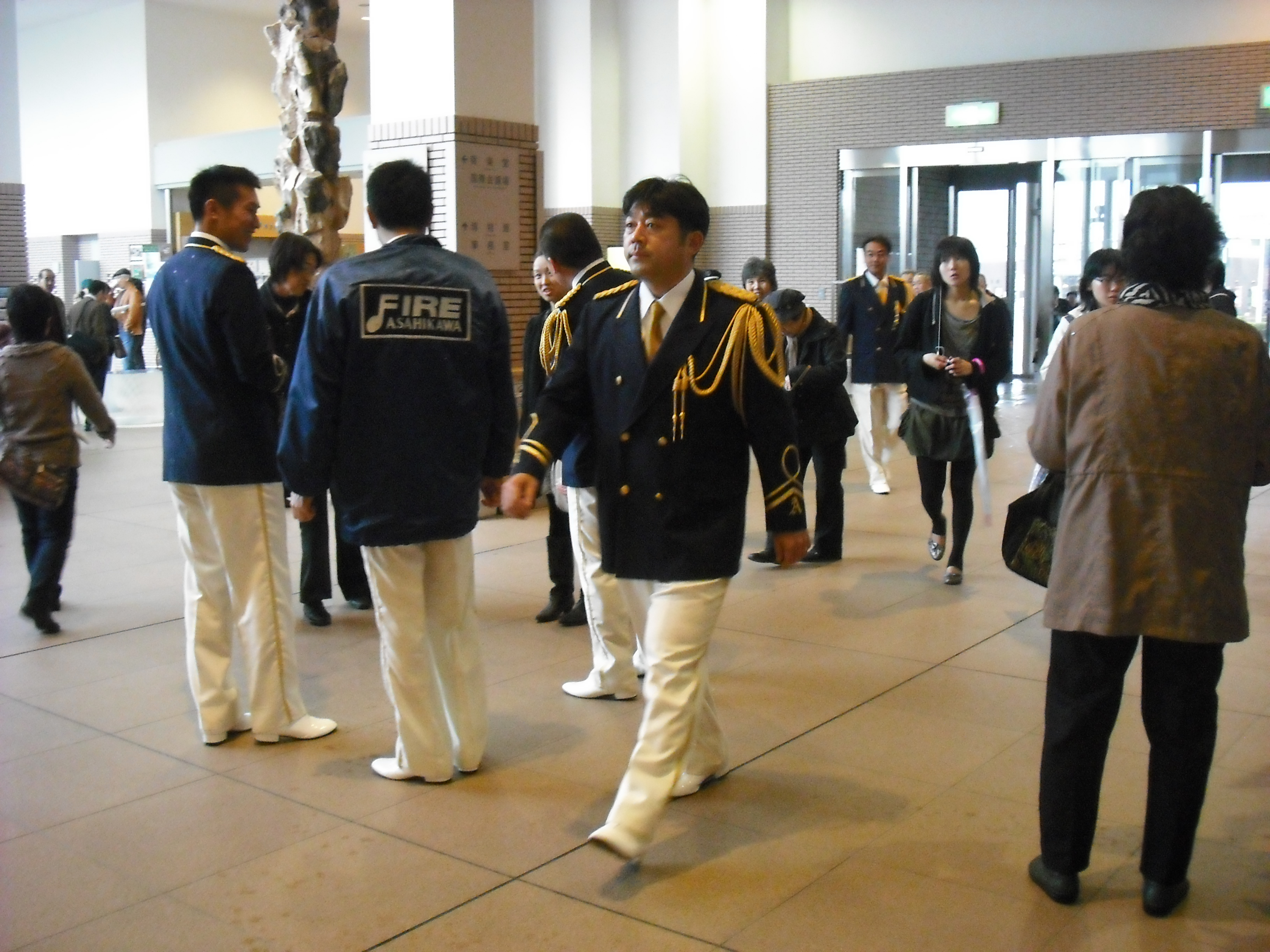
旭川市消防本部音楽隊員

## ドイツ

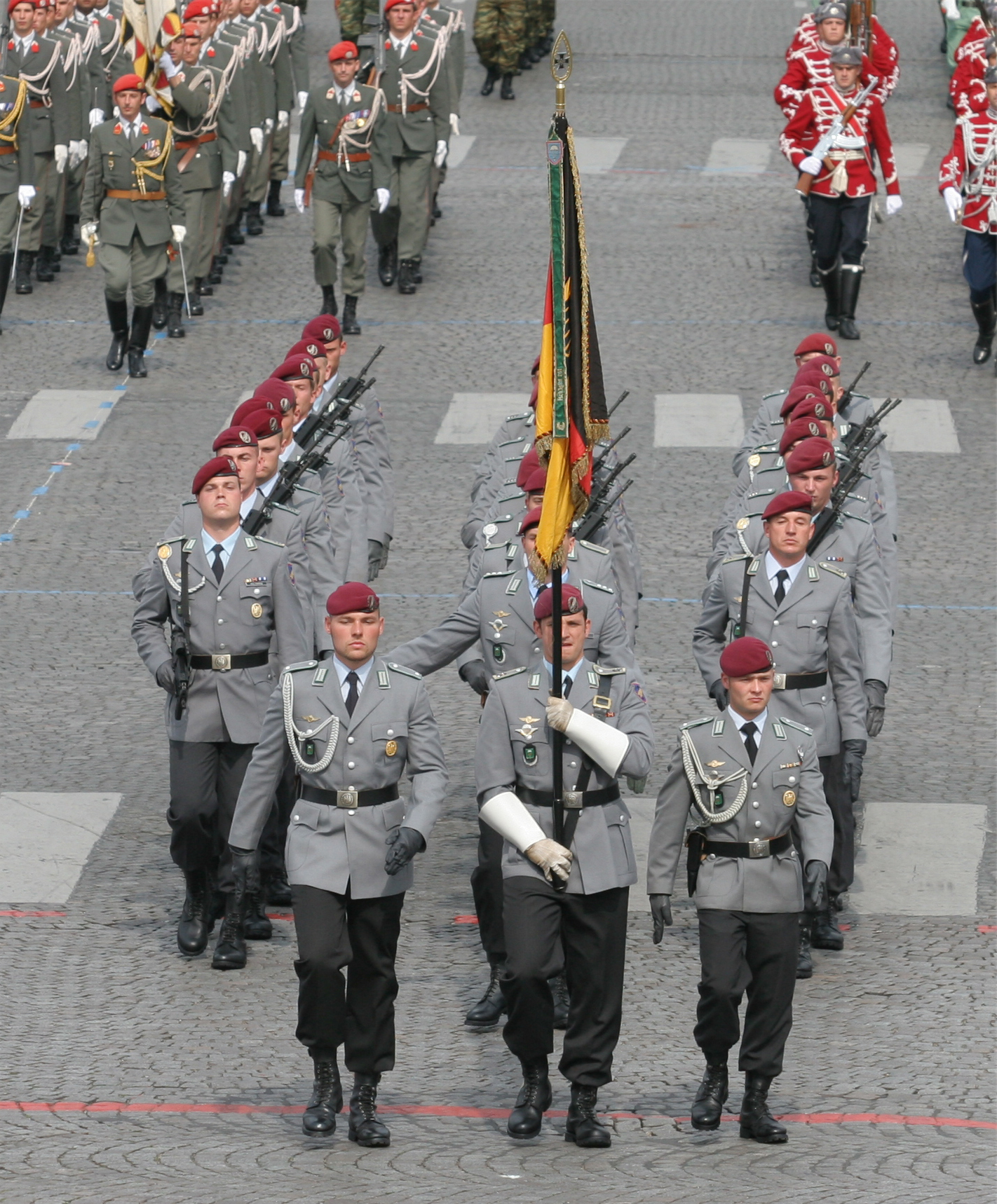
パリでパレードに参加したドイツ連邦軍陸軍。旗手の両脇にいる将校は長い三つ編み紐と石筆が無いタイプを着用。後方の下士官兵のうち数人が右肩に射撃徽章を着用。左後方に見えるオーストリア軍部隊（赤ベレー）の飾緒は、フランスや日本と同様の装着法。

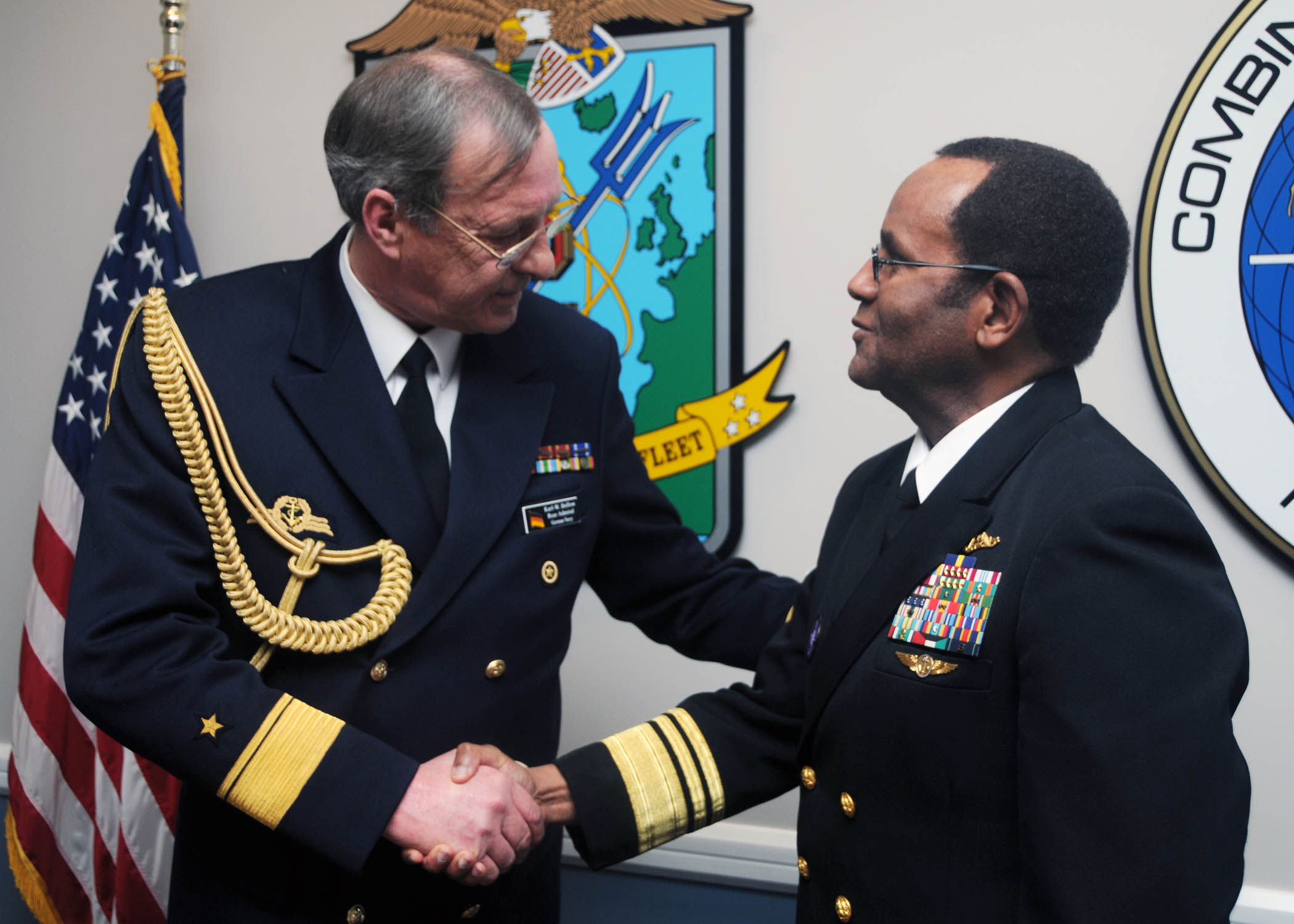
ドイツ連邦海軍将官の礼装用飾緒。

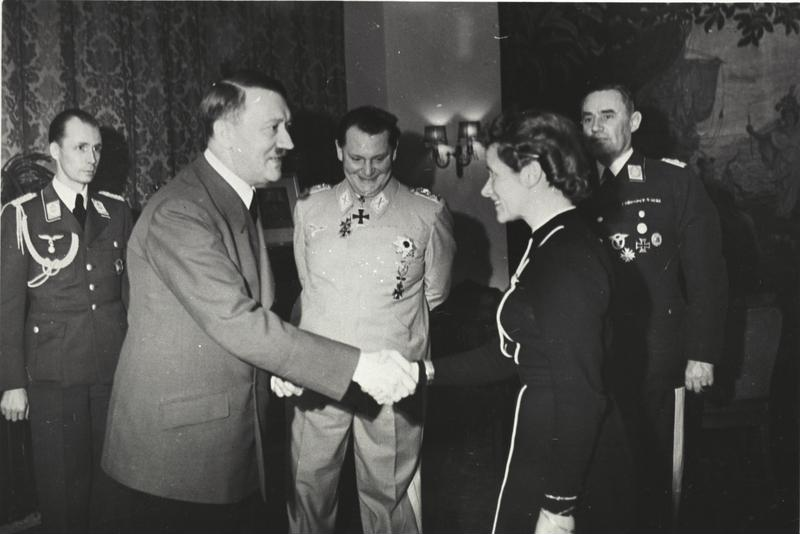
副官飾緒を着用した空軍将校（ヒトラーの左後方）。

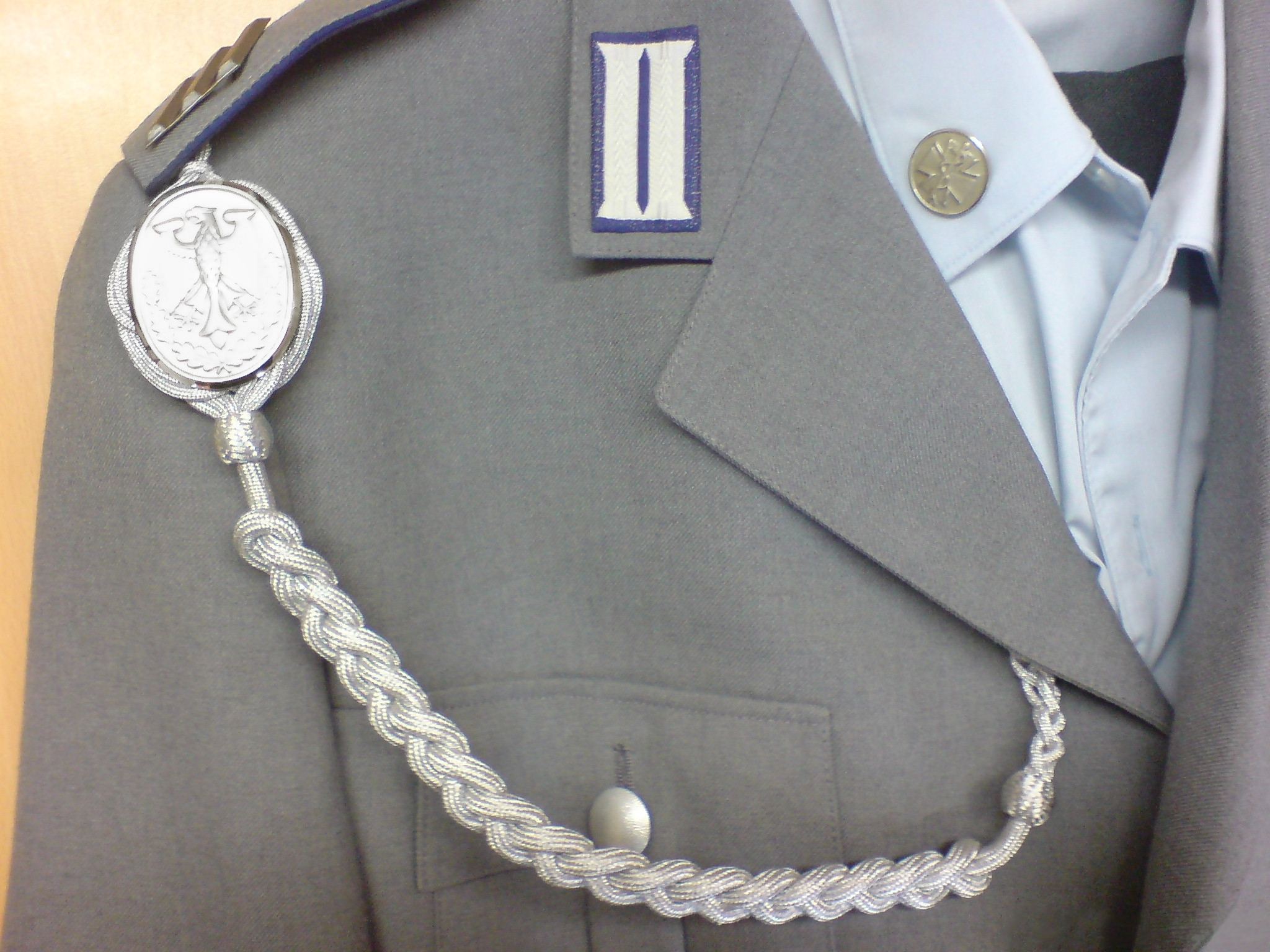
ドイツ連邦軍（陸軍）の下士官兵用射撃優等徽章（銀章）。

着用方法が上記#装着方法と若干異なる。礼装用飾緒の場合、短い細紐の輪は腕に通さずに、2本の線状にして胸側の取付部まで持って行く。長い細紐の輪は右肩後方から右脇下を経て前部に回し、右胸の所で短い細紐に掛ける。掛け方は長い細紐の輪に短い細紐を通す方法と、ひばり結びで細紐に結び付ける方法がある。陸空軍は銀色のものが多く、石筆が日本のものと比べて細く小さい。時代や部隊によっては長い三つ編み紐と石筆が無いものがあり、現在のドイツ軍もこのタイプを使用している。一方、ドイツ帝国の崩壊以前はフランス式の飾緒を使用する領邦もあった。
副官用飾緒は短い三つ編み紐と長い細紐の輪及び極短い細紐2本から成り、石筆は2本の極短い細紐の先端に着く。着用法は長い細紐の輪をループで短い三つ編み紐に結び付け、石筆は肩端から垂らす。
また技能を示すものとして、ドイツの射撃優等徽章には飾緒が付く。同章は八十年戦争当時のスペインを起源とし、後にプロイセン王国にも採用された。同章は下士官兵を対象としたもので、メダルと飾緒を組み合わせることで等級や兵科を示す方式であった。ドイツ連邦軍の場合、小銃と拳銃の射撃技能について一定の基準を満たした場合に、射撃優等徽章が授与される。全軍共通デザインのアルミニウム製メダルには金銀銅の三等級があり、金章を複数回受章した場合には回数を示す数字が表示される。同章には等級・兵科を問わず銀色（陸軍・空軍）ないし青色（海軍）の飾緒が付され、昇級した際にはメダル部分だけを交換する。

プロイセンの礼装用飾緒
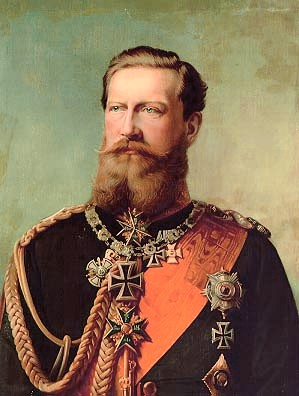
フリードリヒ皇太子(後のフリードリヒ3世)
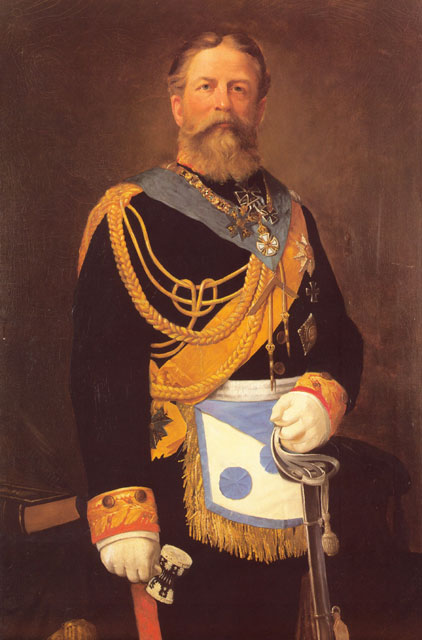
フリードリヒ3世。左の絵と細紐の掛け方が異なる。
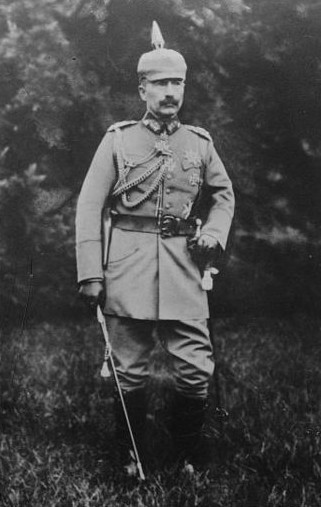
軍装に礼装用飾緒を付けたヴィルヘルム2世。
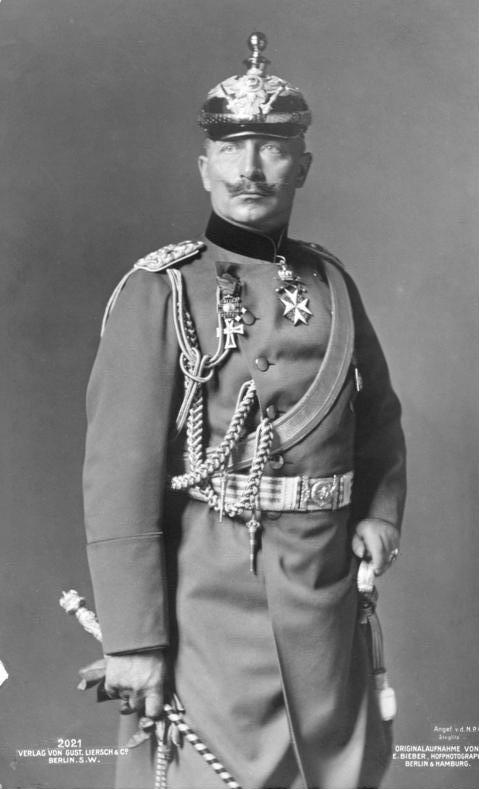
フロックコートに礼装用飾緒を付けたヴィルヘルム2世。

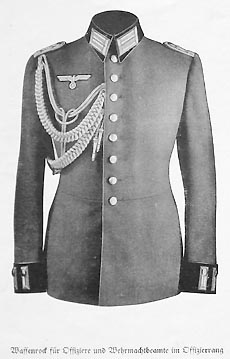
ドイツ国防軍陸軍のヴァッフェンロックの礼装用飾緒。
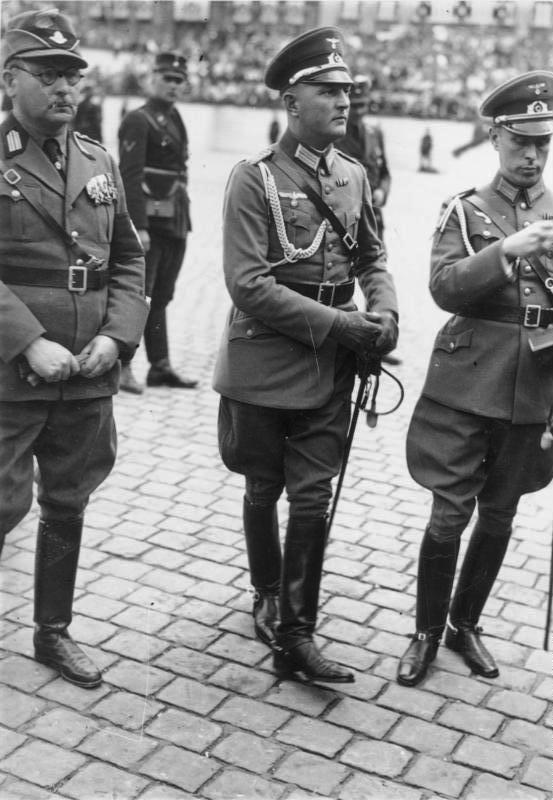
副官飾緒を着用した総統付高級副官。
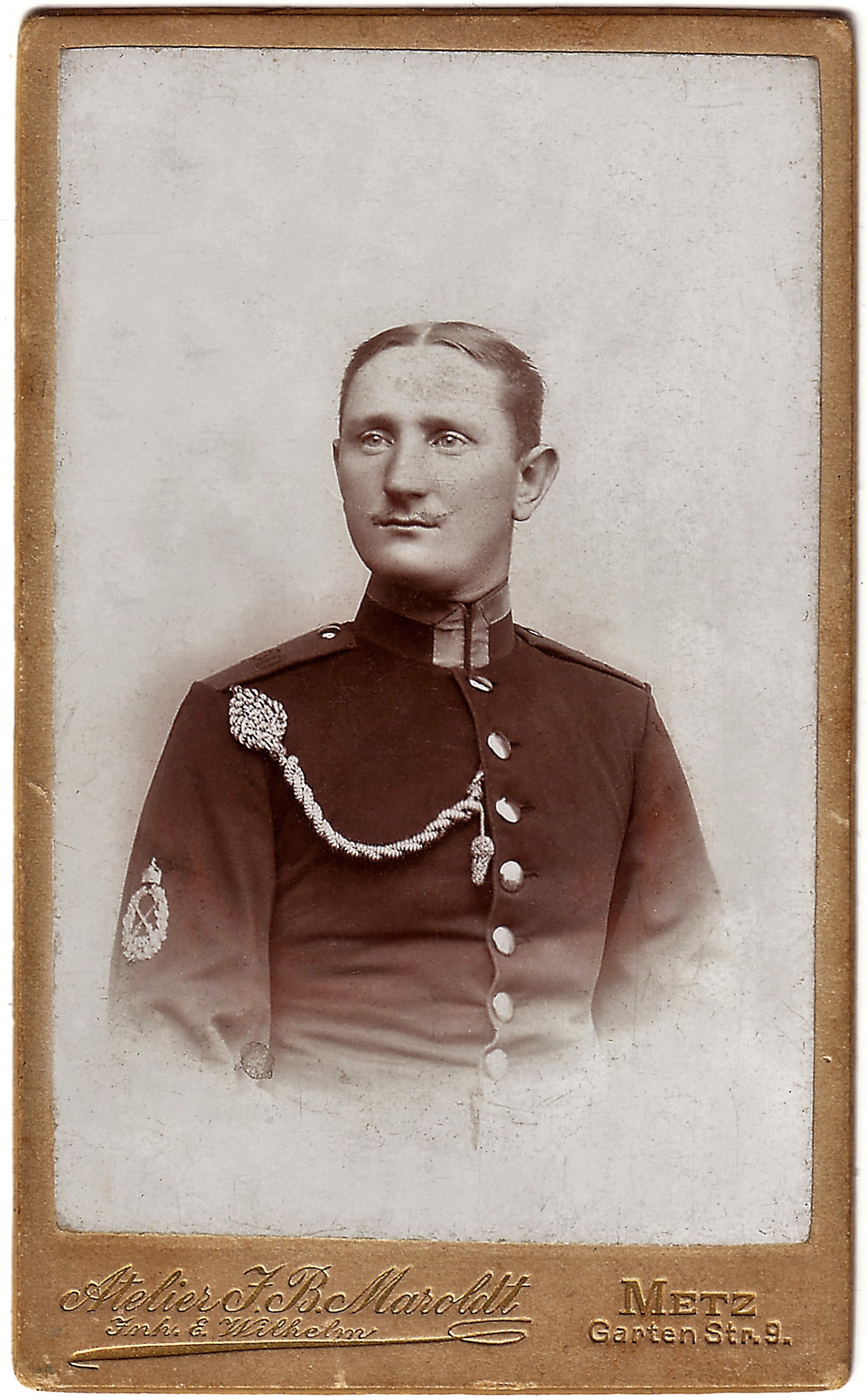
射撃徽章を着けたプロイセン下士官。

他国式の飾緒
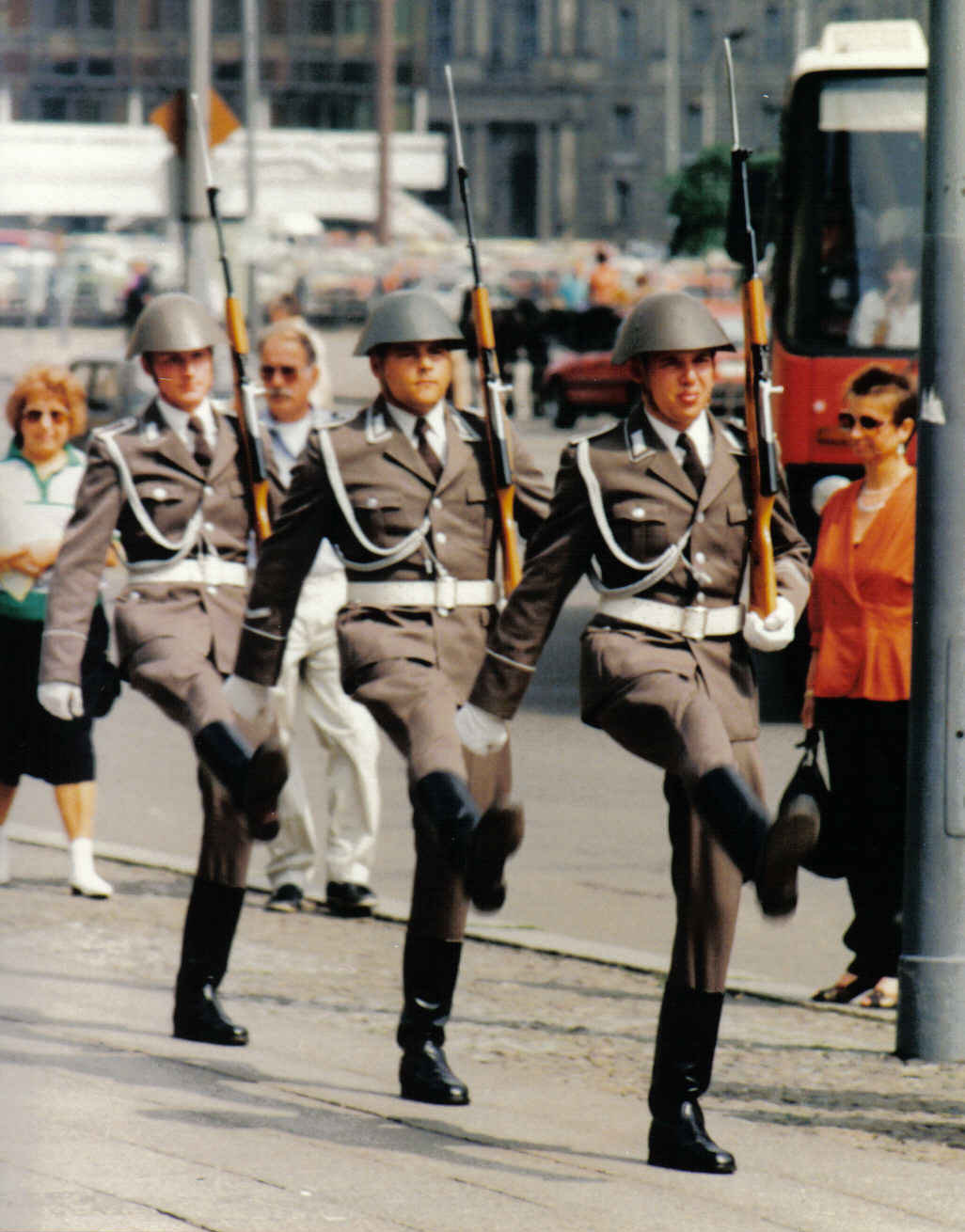
東ドイツ軍の衛兵のロシア式飾緒。
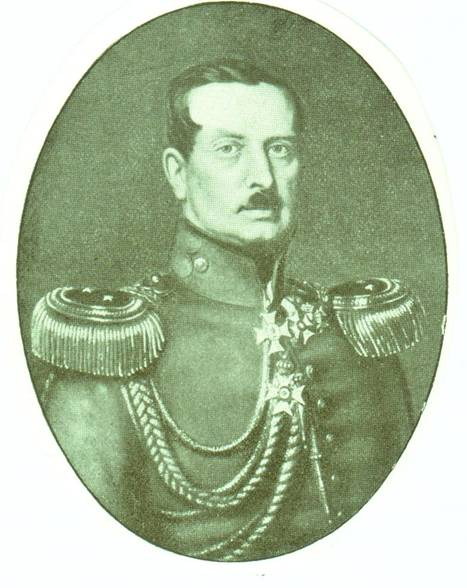
19世紀のヴュルテンベルク槍騎兵連隊将校のフランス式飾緒。

## イギリス

イギリス陸軍士官学校の儀式における将官と副官及び生徒隊。指定職の将官用、副官用、儀仗用の各種飾緒が見られる。

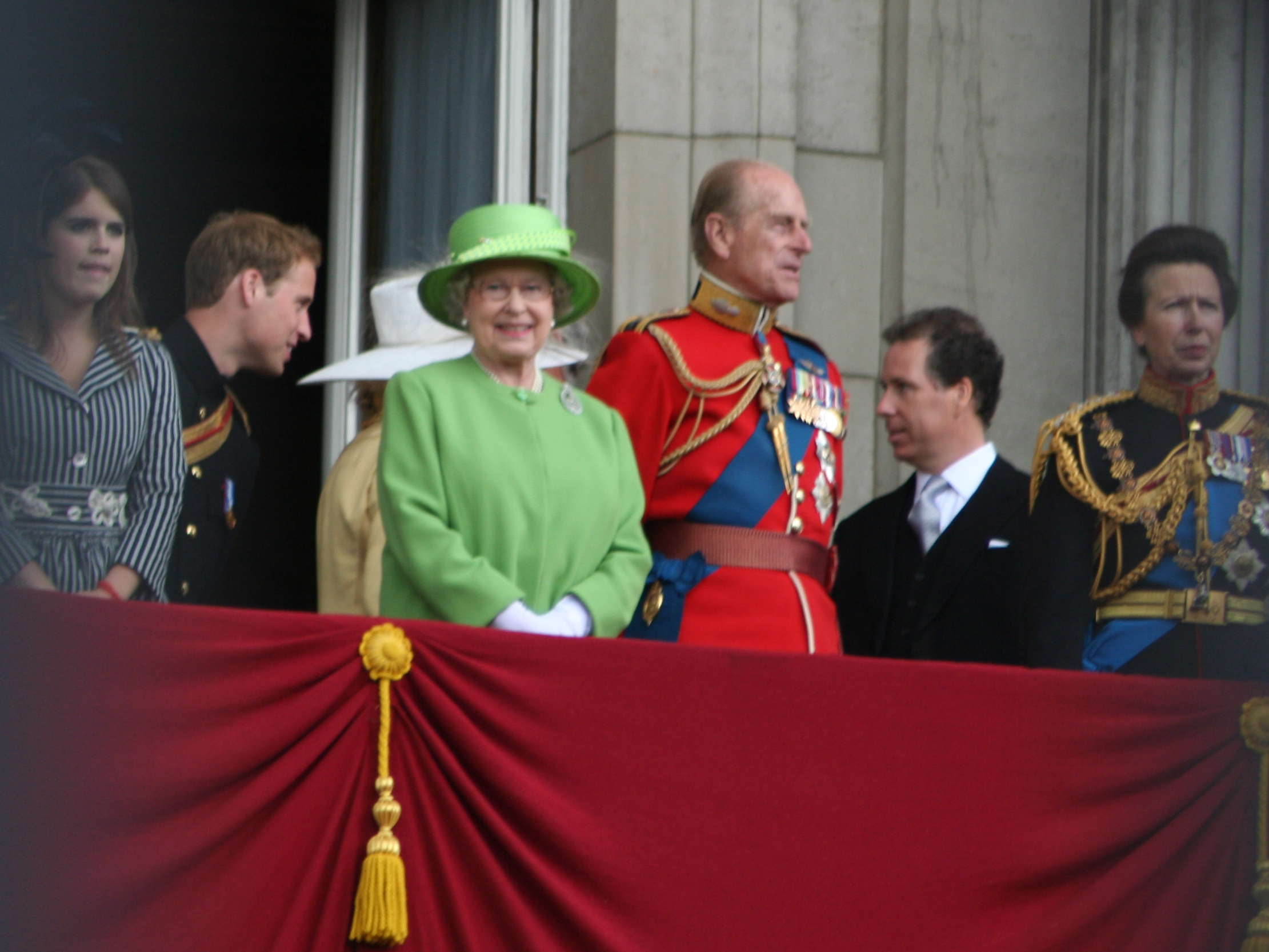
トゥルーピング・ザ・カラーのロイヤルファミリー。ブルーズ・アンド・ロイヤルズ連隊長アン王女 （右端）とグレナディアガーズ連隊長エディンバラ公 （中央）は各連隊の正装を着用しており、騎兵と歩兵の飾緒の違いが分かる。

イギリス軍の飾緒は殆どが金色で、他国に比べて石筆が大きく、紐の編み方が粗い。部隊、階級、役職により着用基準や装着位置が異なり、付ける飾緒も太さや石筆の大きさが異なる。また、細紐が無いものもある。着用法はドイツの礼装用飾緒と同じで、副官用等は左肩に付ける。

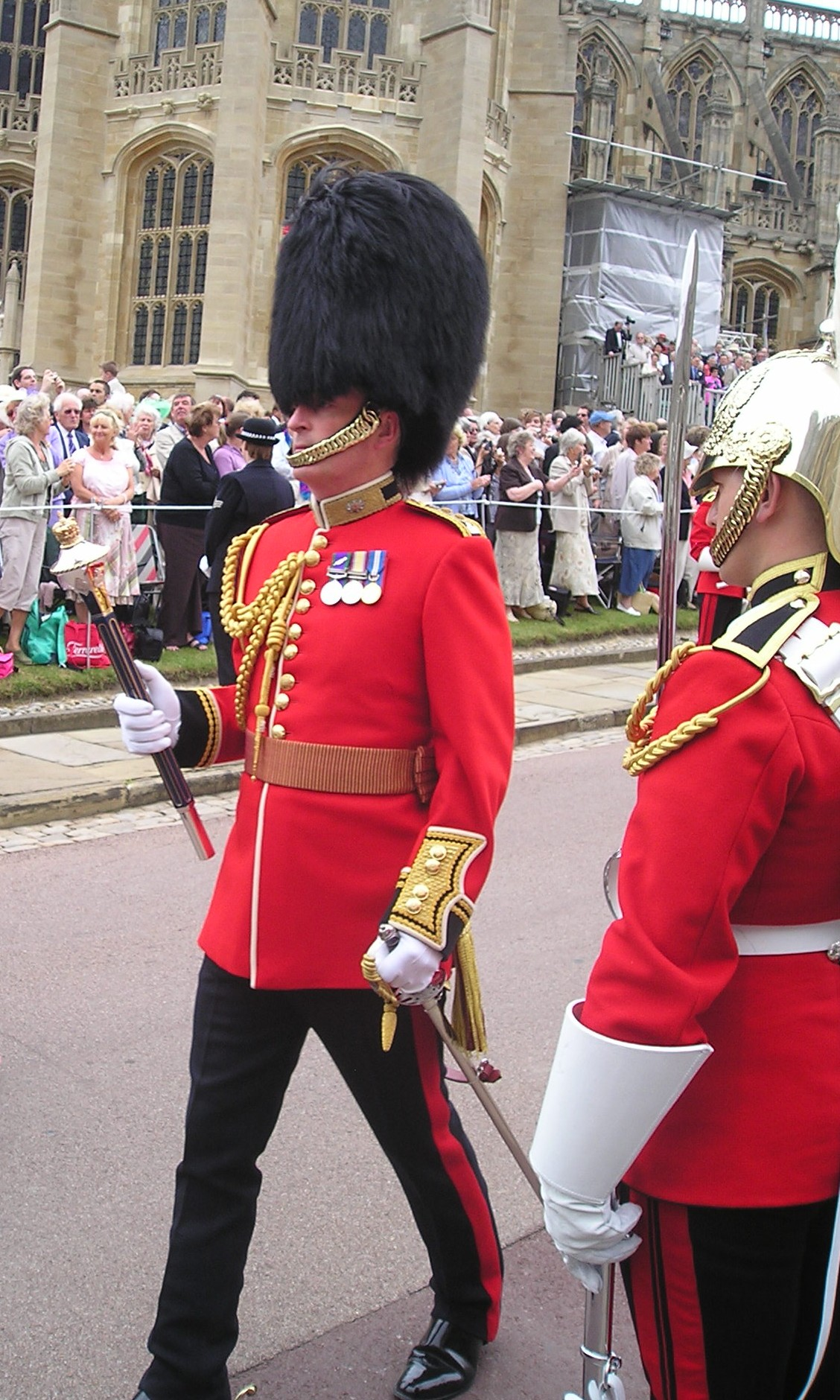
コールドストリームガーズの連隊長代理と下馬正装のライフガーズ連隊員。手前のライフガーズ連隊員は近衛騎兵伍長用の細紐が無いタイプを着用。
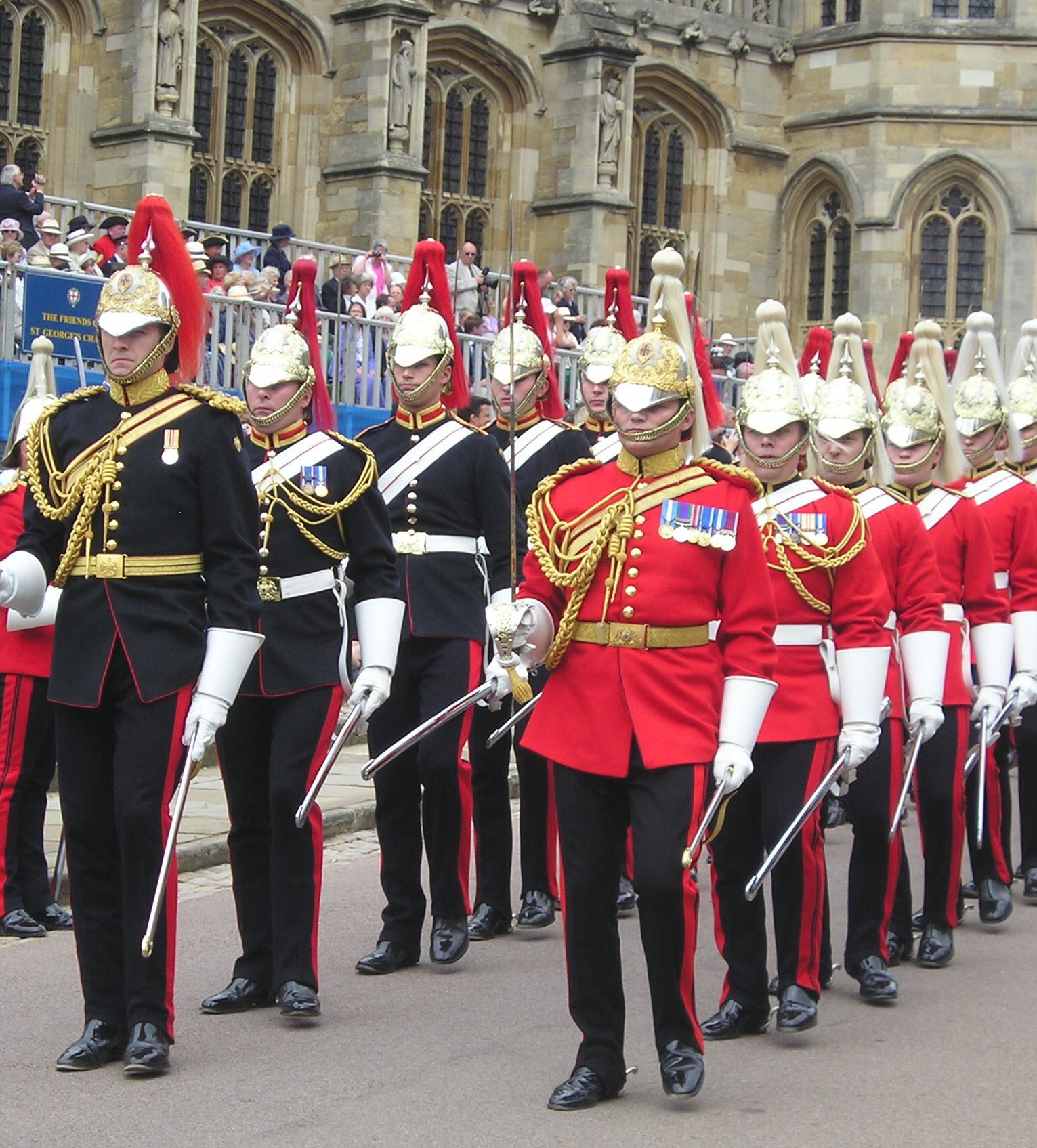
下馬正装の近衛騎兵。階級や役職により飾緒の種類や装着位置が異なる。

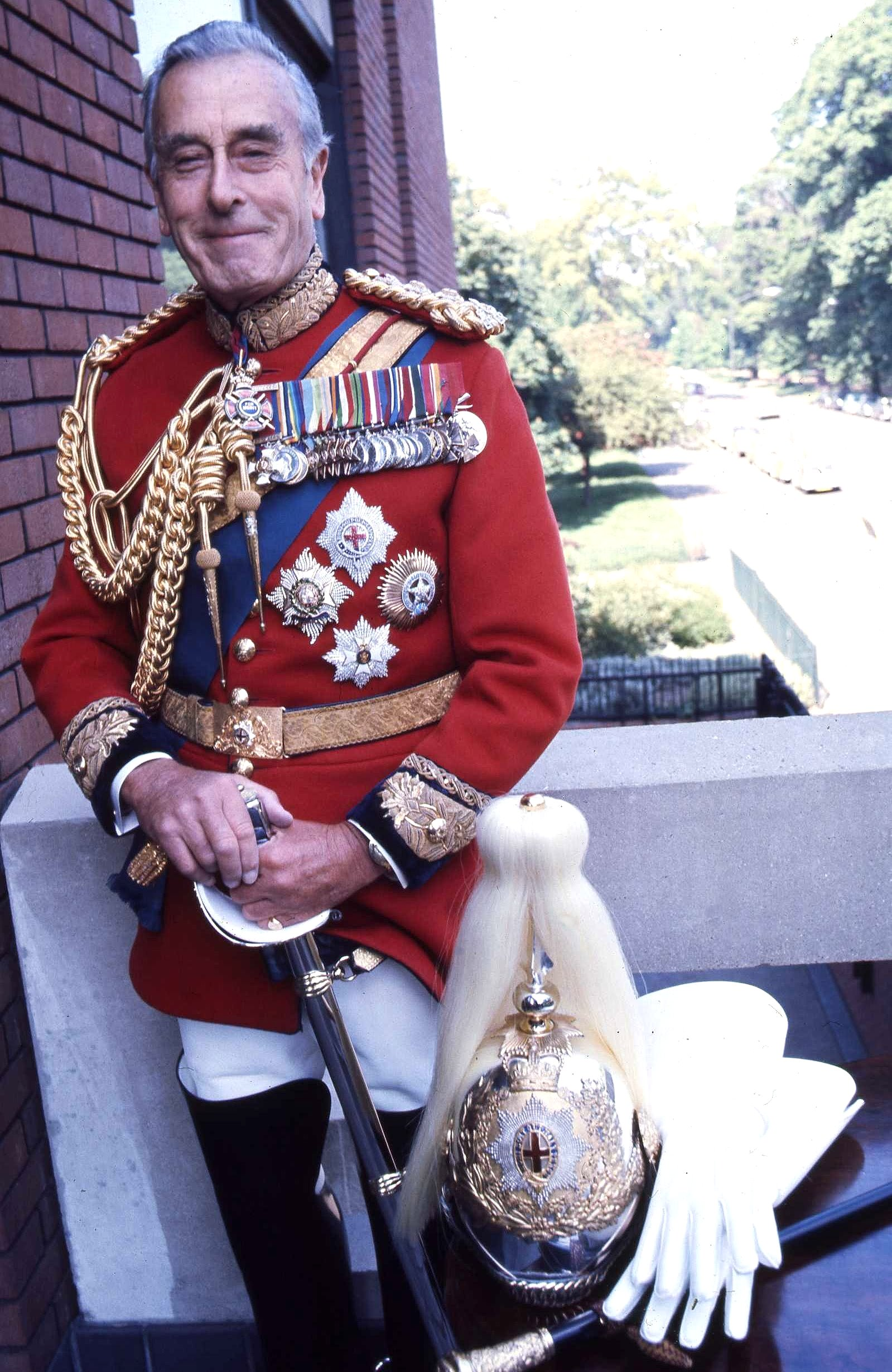
ライフガーズ連隊長の正装を着用したルイス・マウントバッテン伯爵。

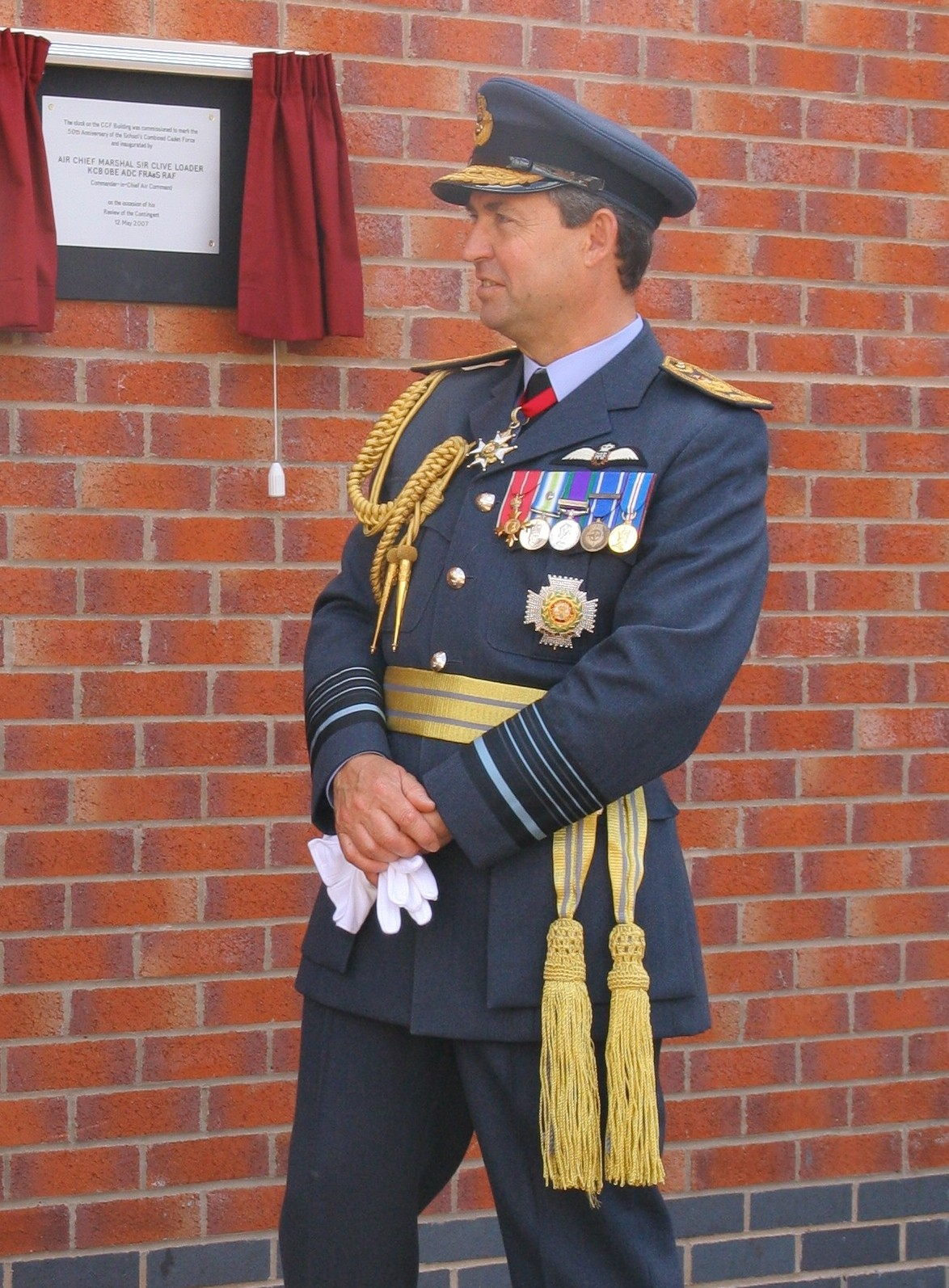
正装のクライヴ・ローダー空軍大将。
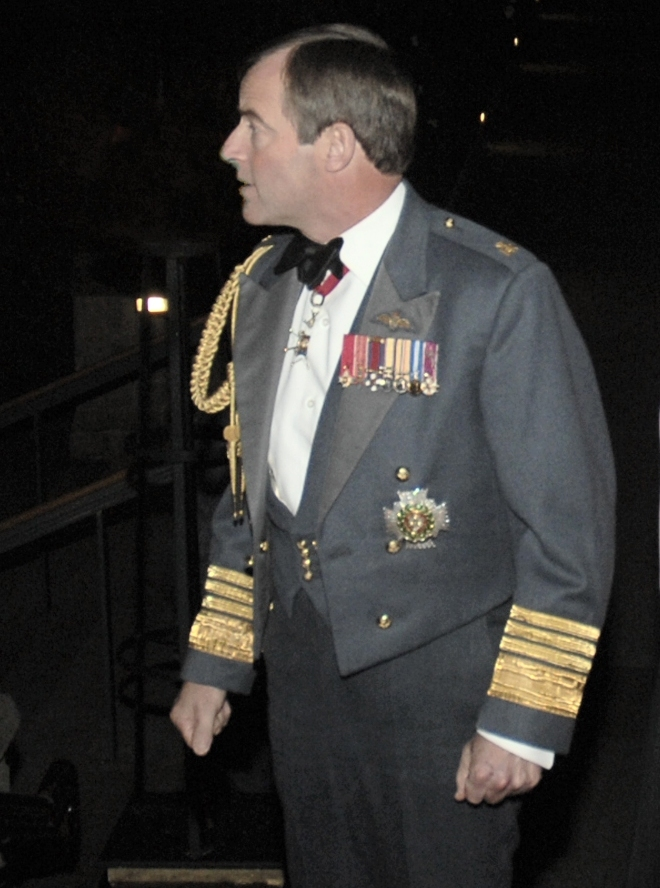
礼装のグレン・トーピー空軍大将。
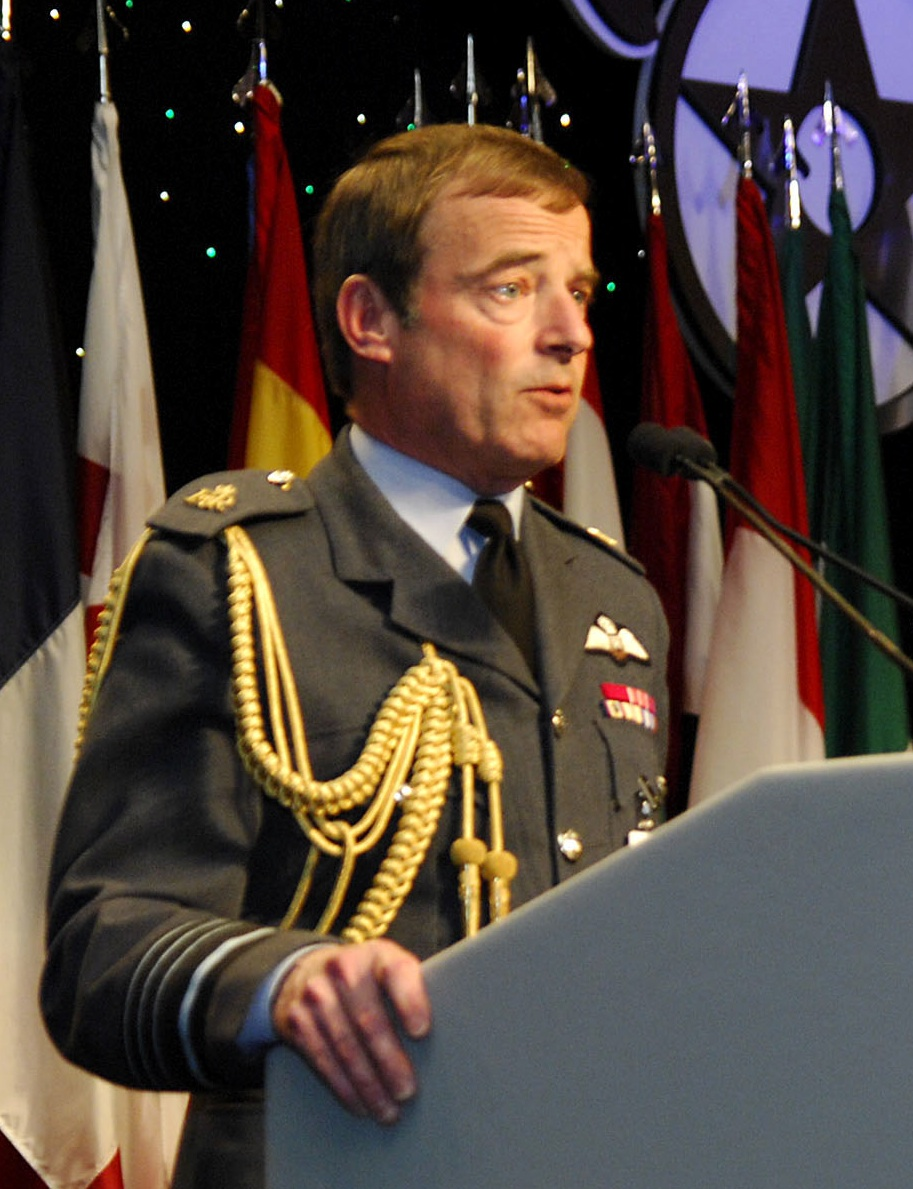
常装に将官用飾緒を付けたグレン・トーピー空軍大将。
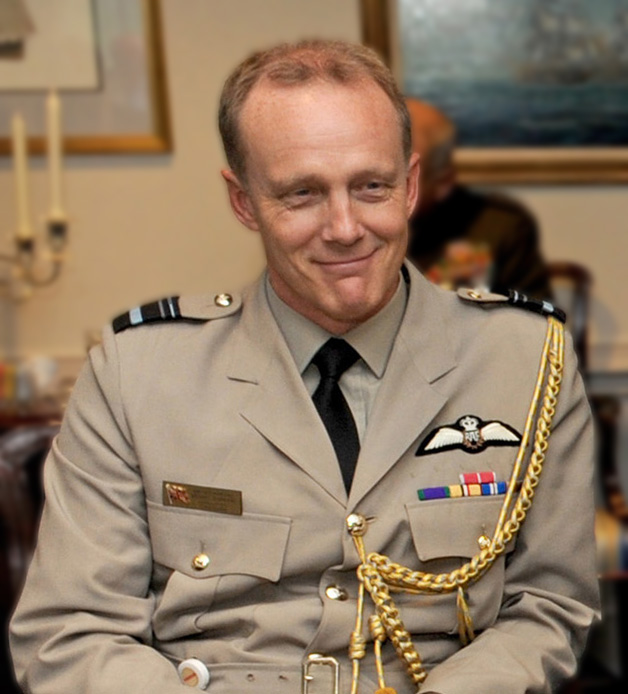
常装に駐在武官用飾緒を付けたマイケル・ハーウッド空軍少将。

## アメリカ

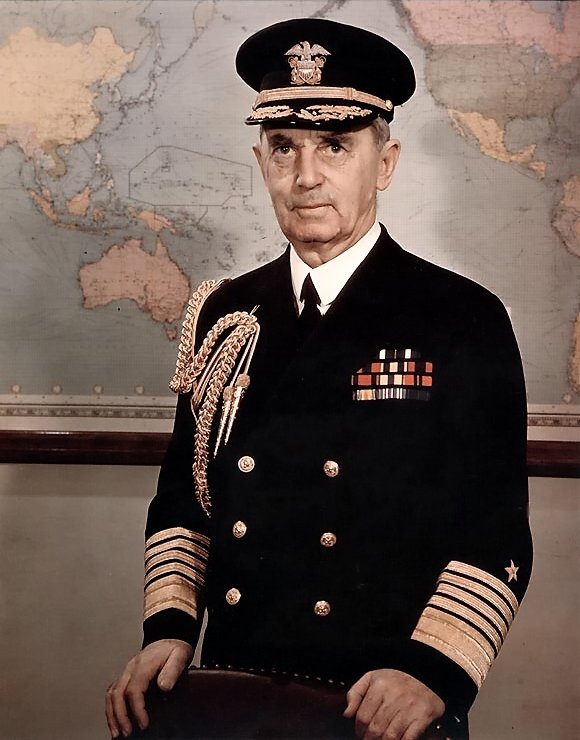
米海軍の冬服の飾緒（ウィリアム・リーヒ統合参謀本部議長、1945年頃）。着用方法はドイツ・イギリス式。

アメリカ軍では歩兵・騎兵科の課程修了将兵が正装の際に着用する（兵科ごとに色が異なる）。胸に垂らすのではなく、肩に嵌める方式もある。

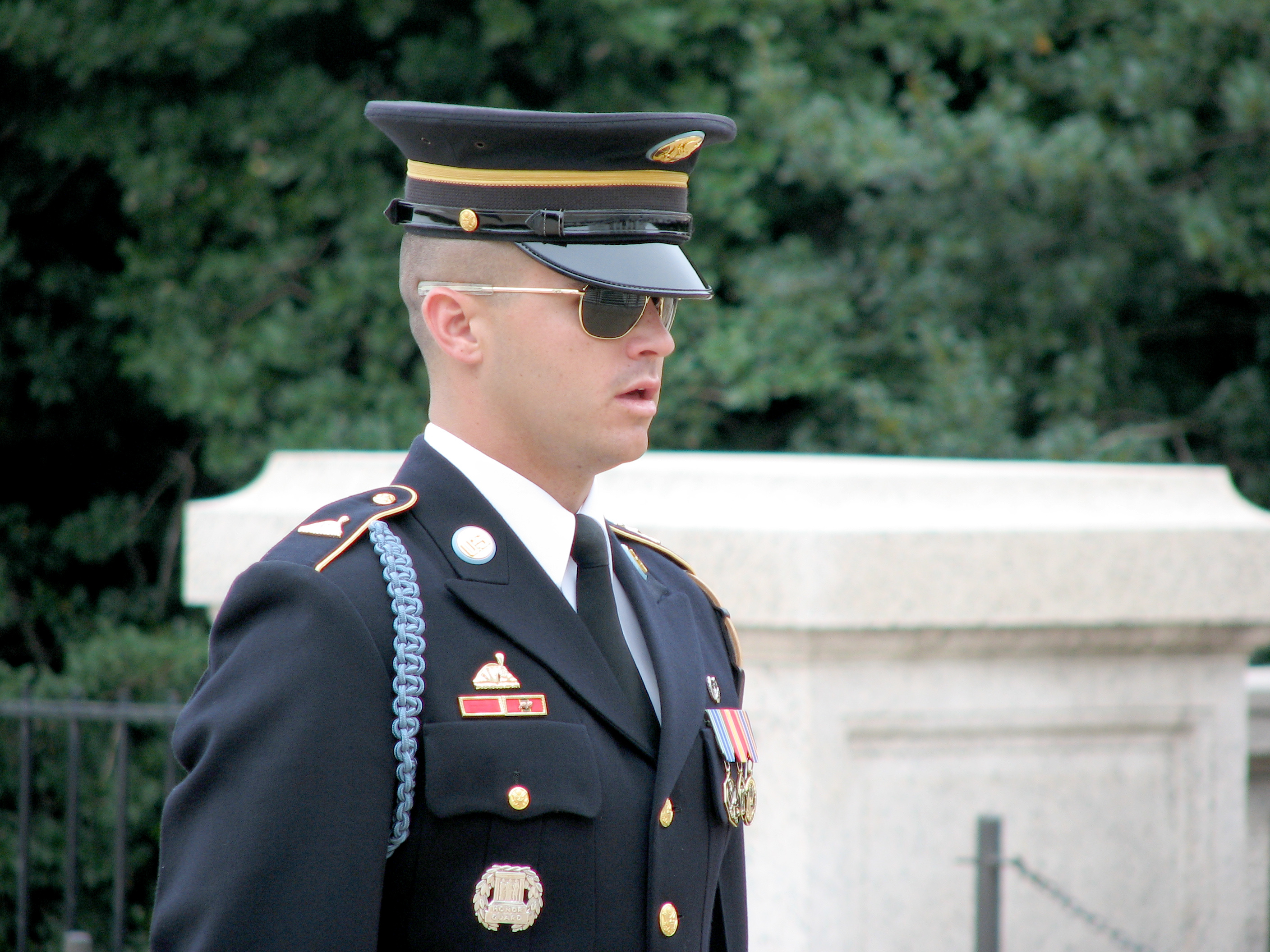
アーリントン国立墓地で任務中の陸軍儀仗兵。歩兵課程修了の飾緒。
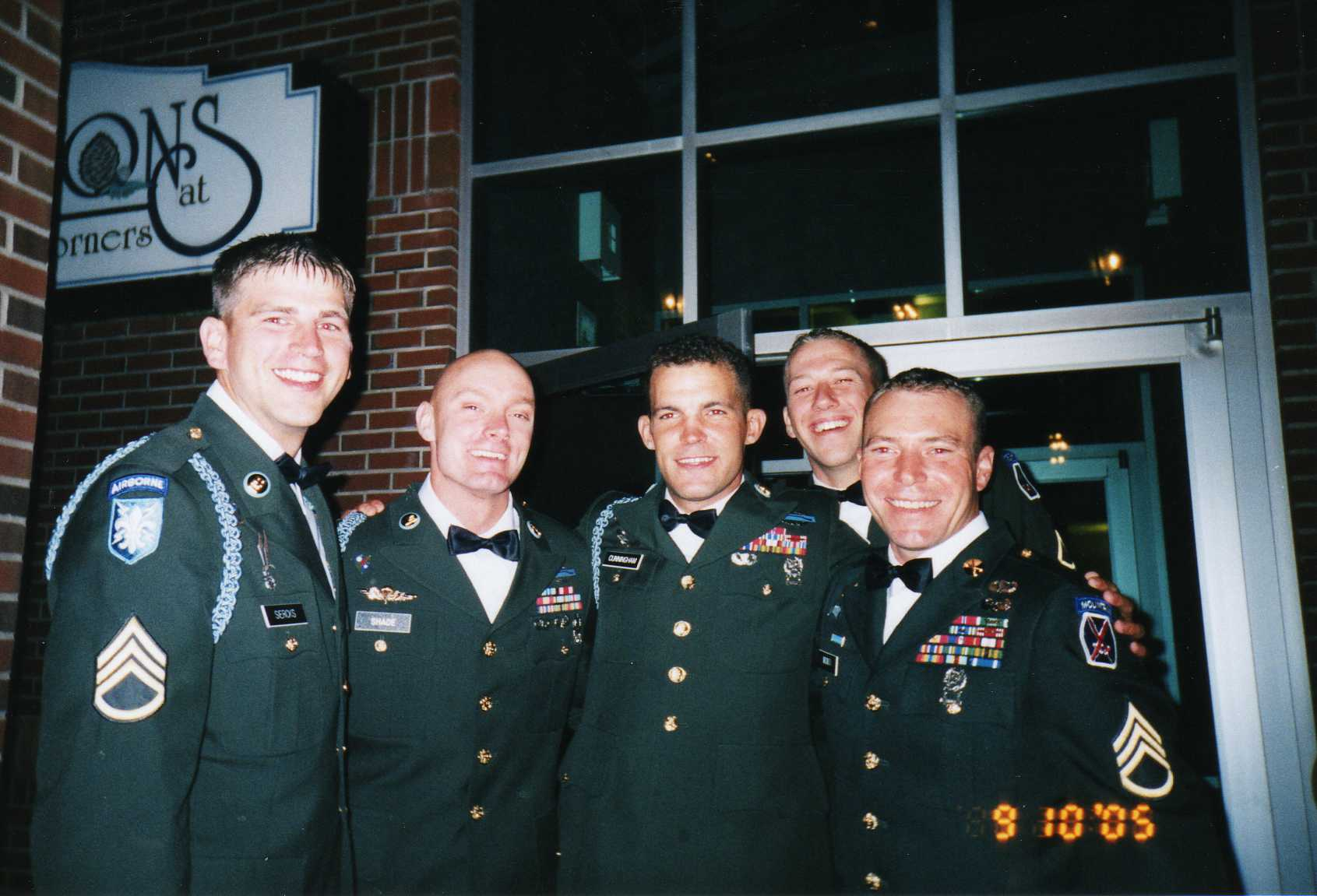
礼装の陸軍軍曹達。
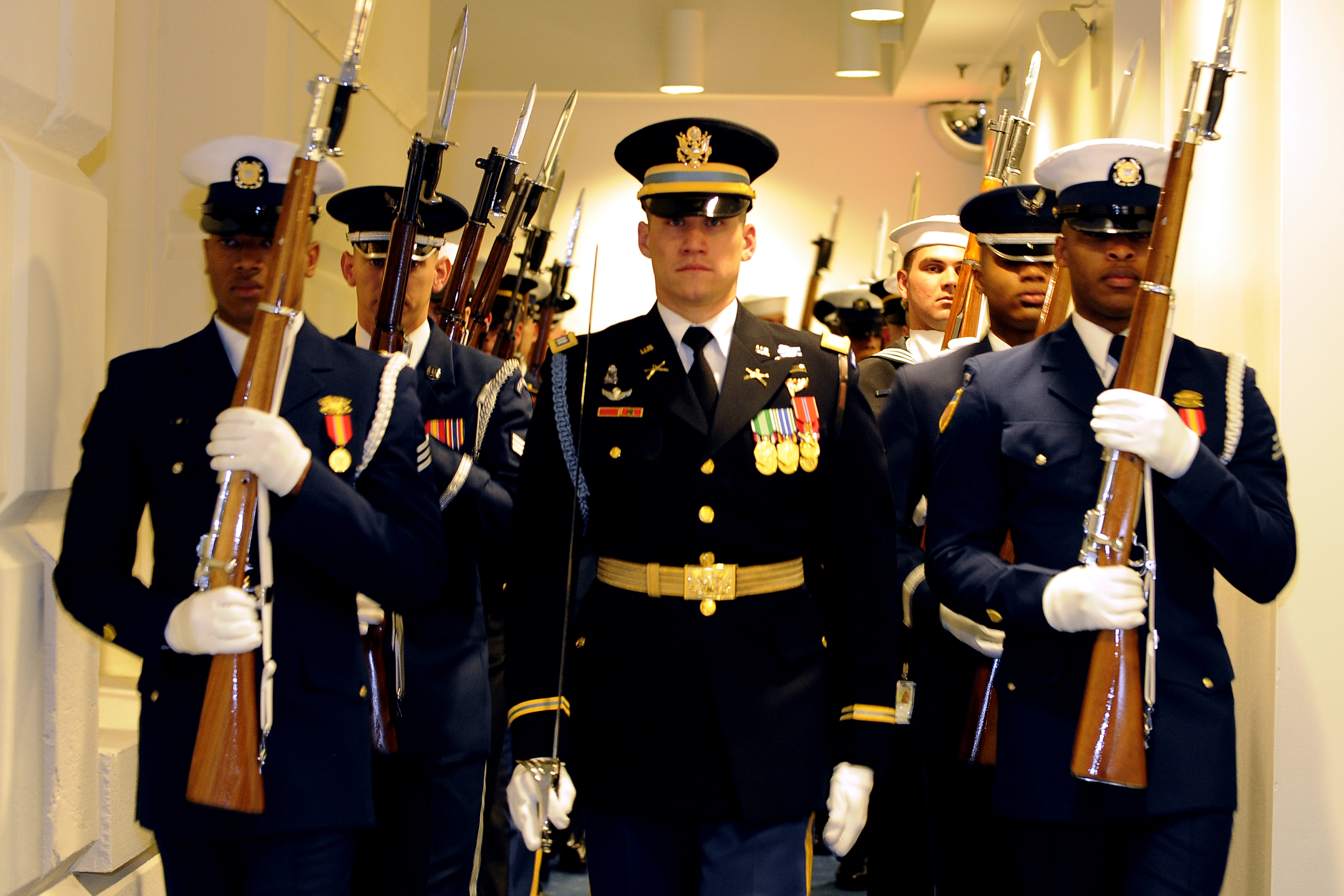
5軍合同儀仗隊。隊長の陸軍将校は歩兵課程修了の飾緒を着けている。その両側に儀仗飾緒を着けた沿岸警備隊兵士、その後には同じく空軍兵士。
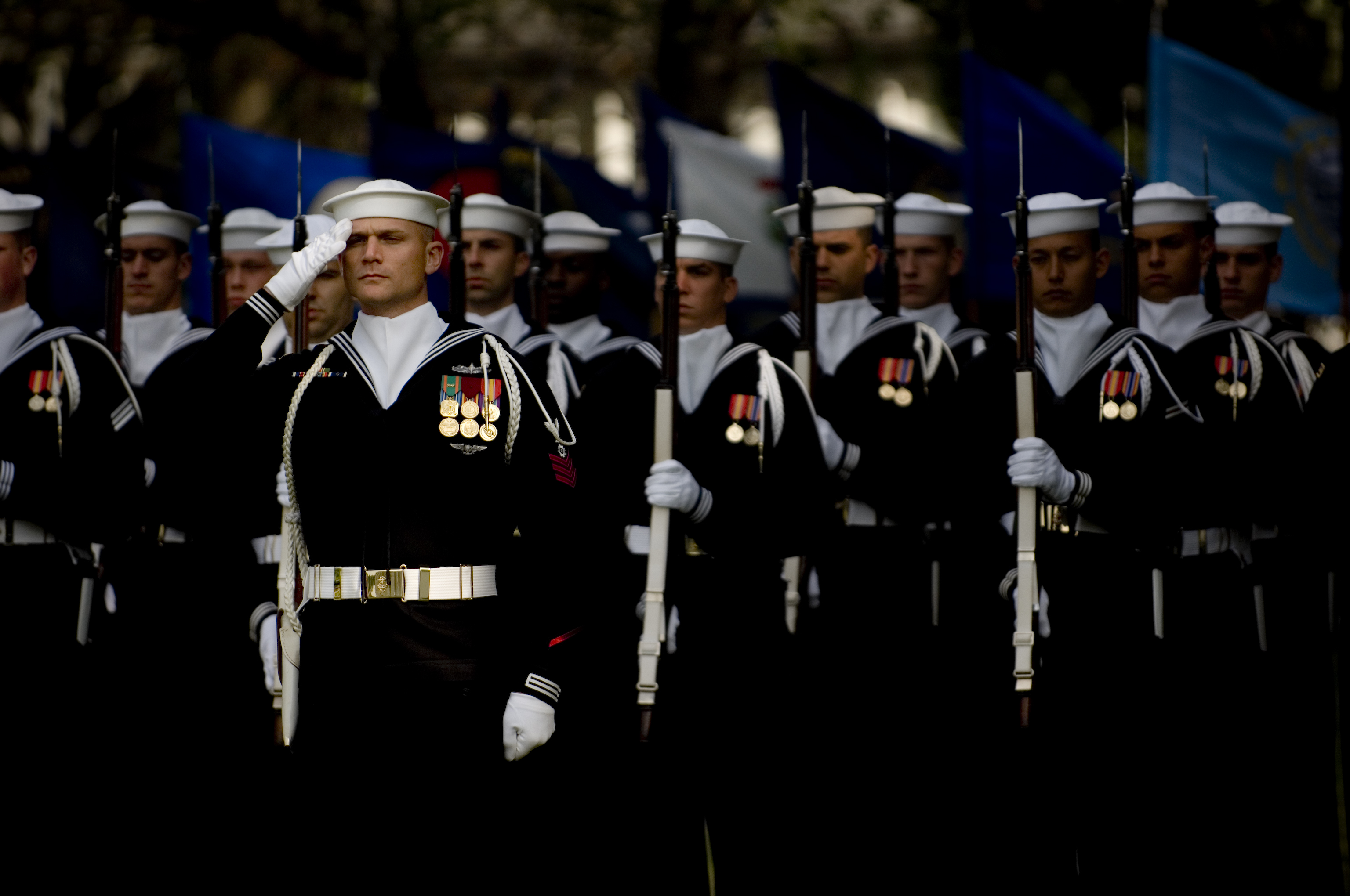
海軍儀仗隊。

## その他の国

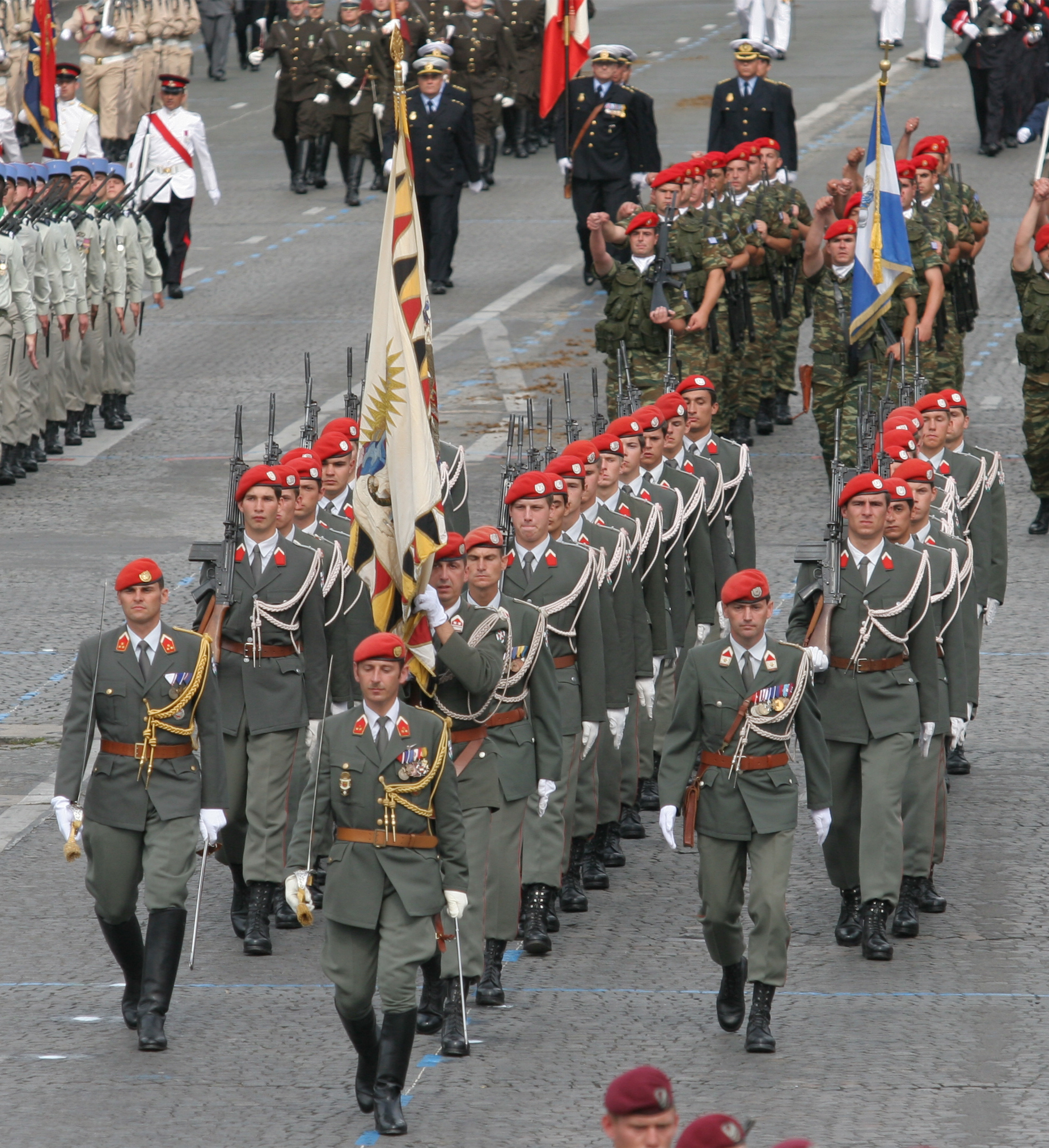
パリでパレード中のオーストリア軍部隊のフランス式飾緒。
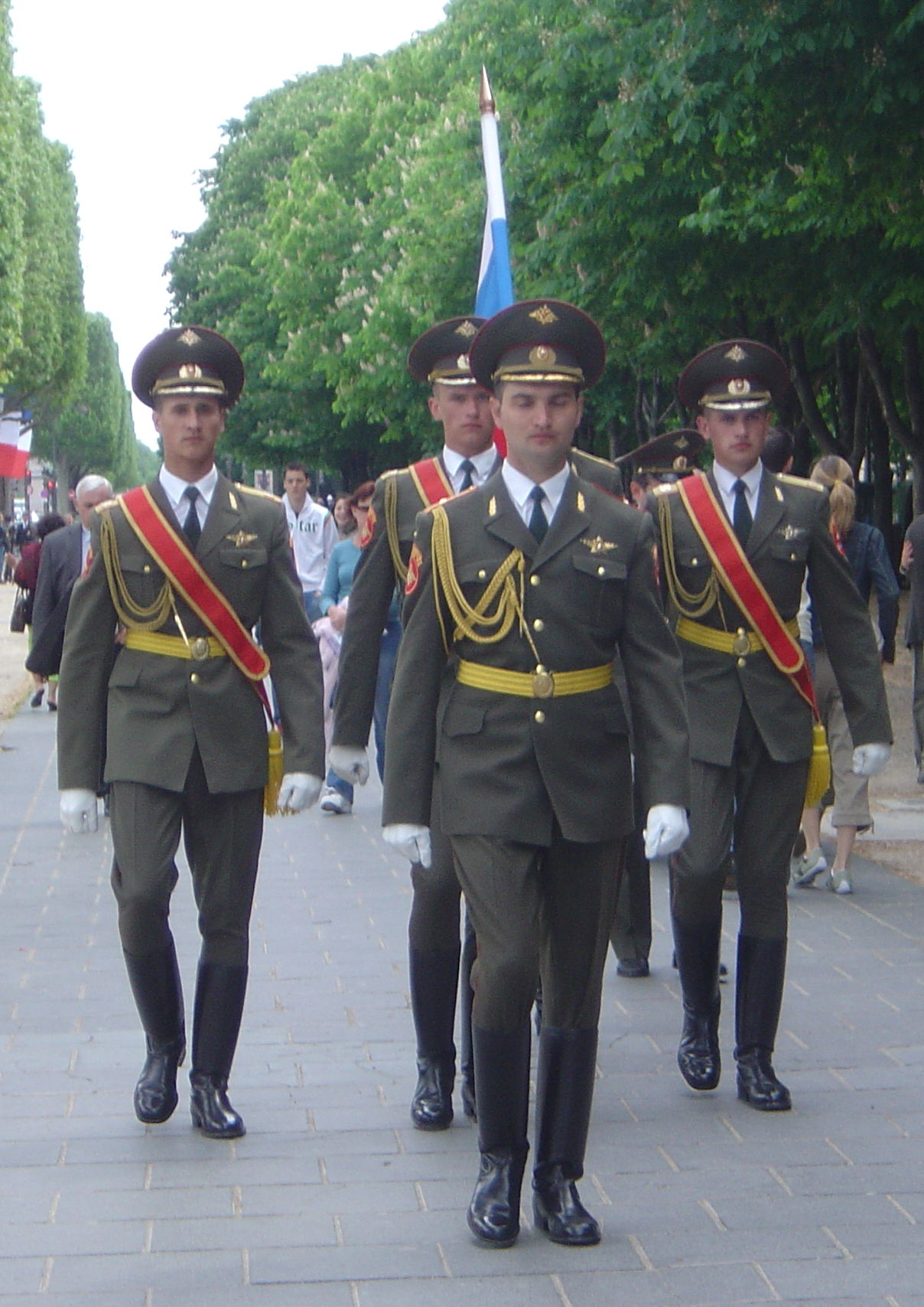
ロシア軍のパレード用礼装。
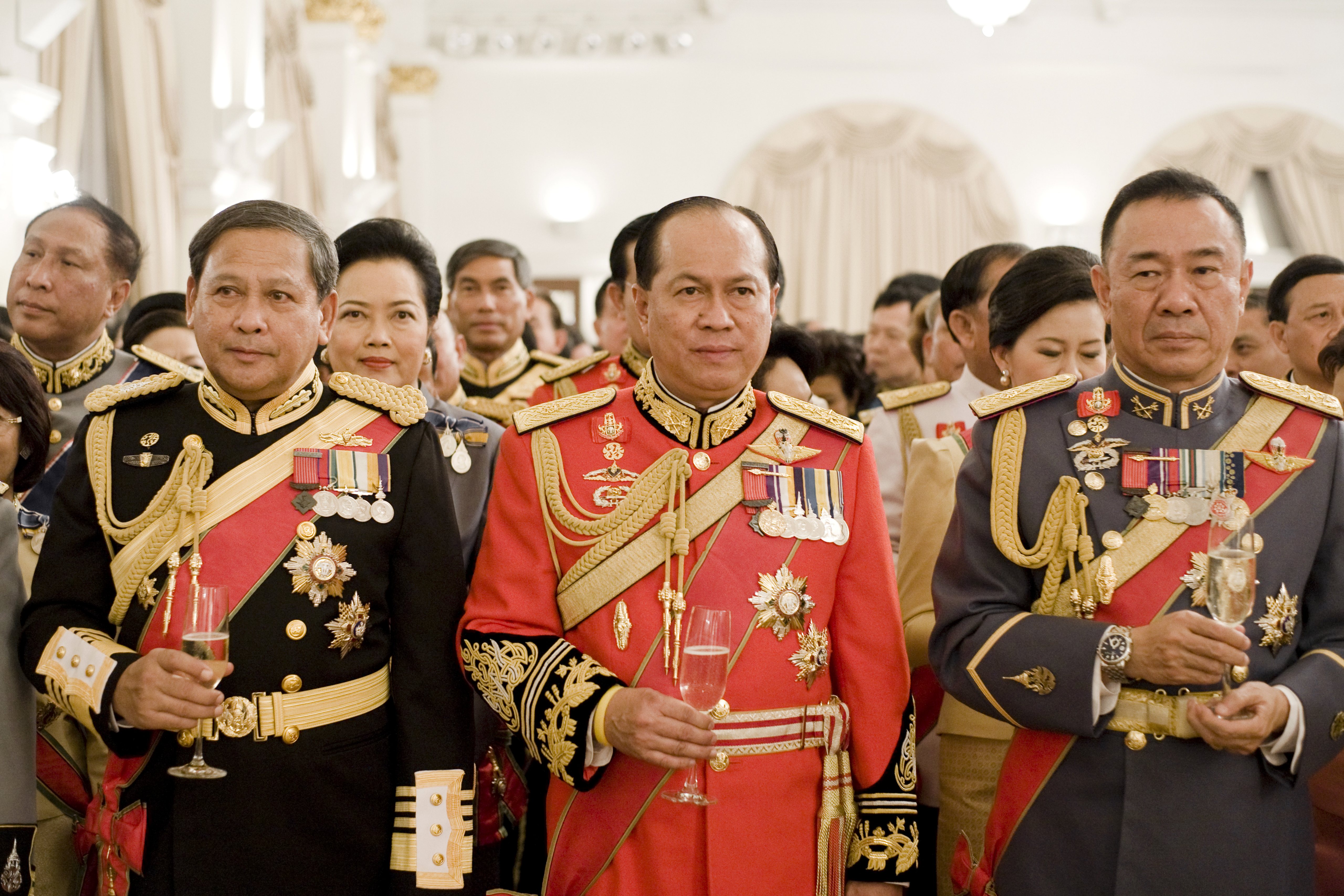
タイ王国軍首脳（2010年）。手前左から海、陸、空軍の司令官。
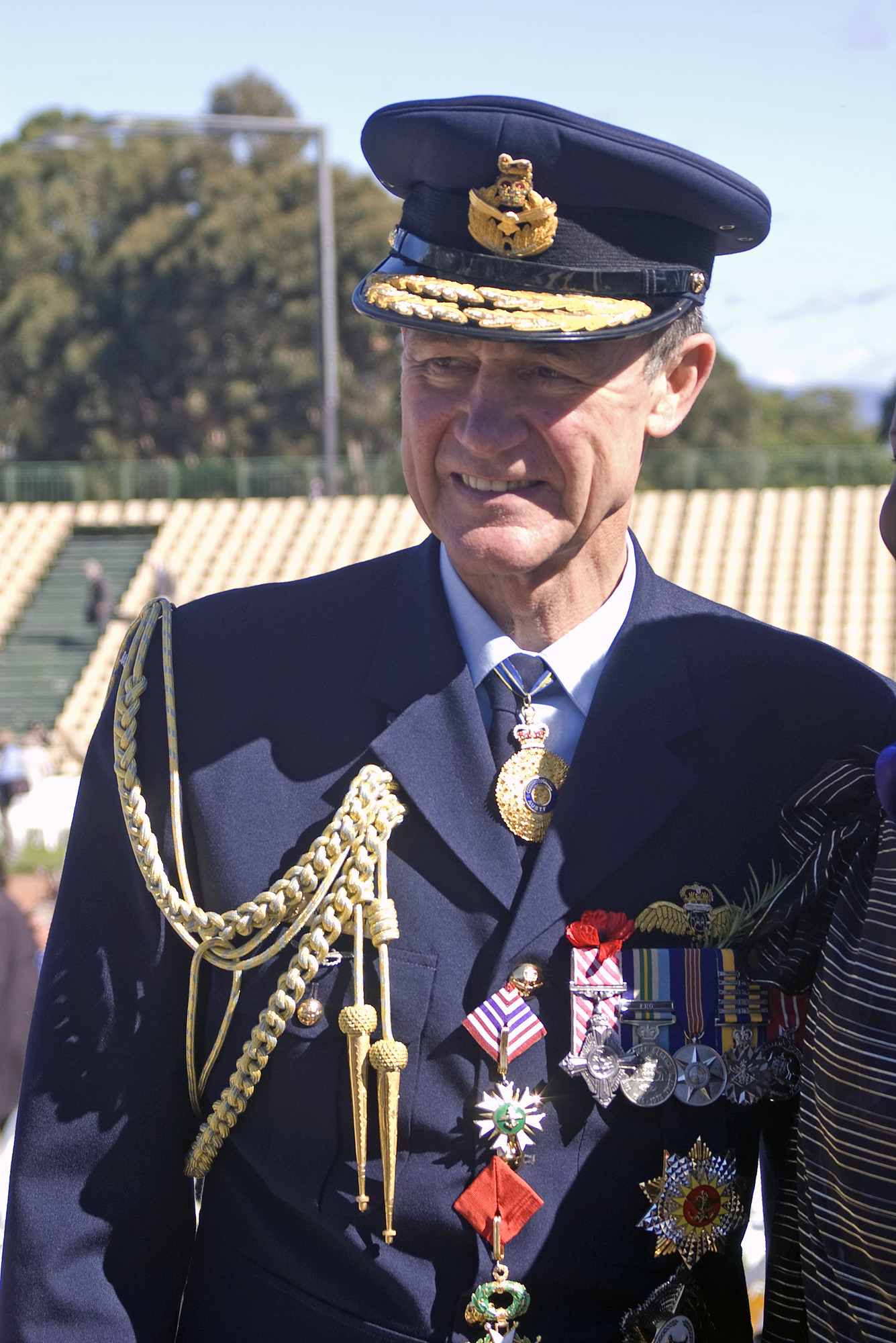
オーストラリア空軍将官。
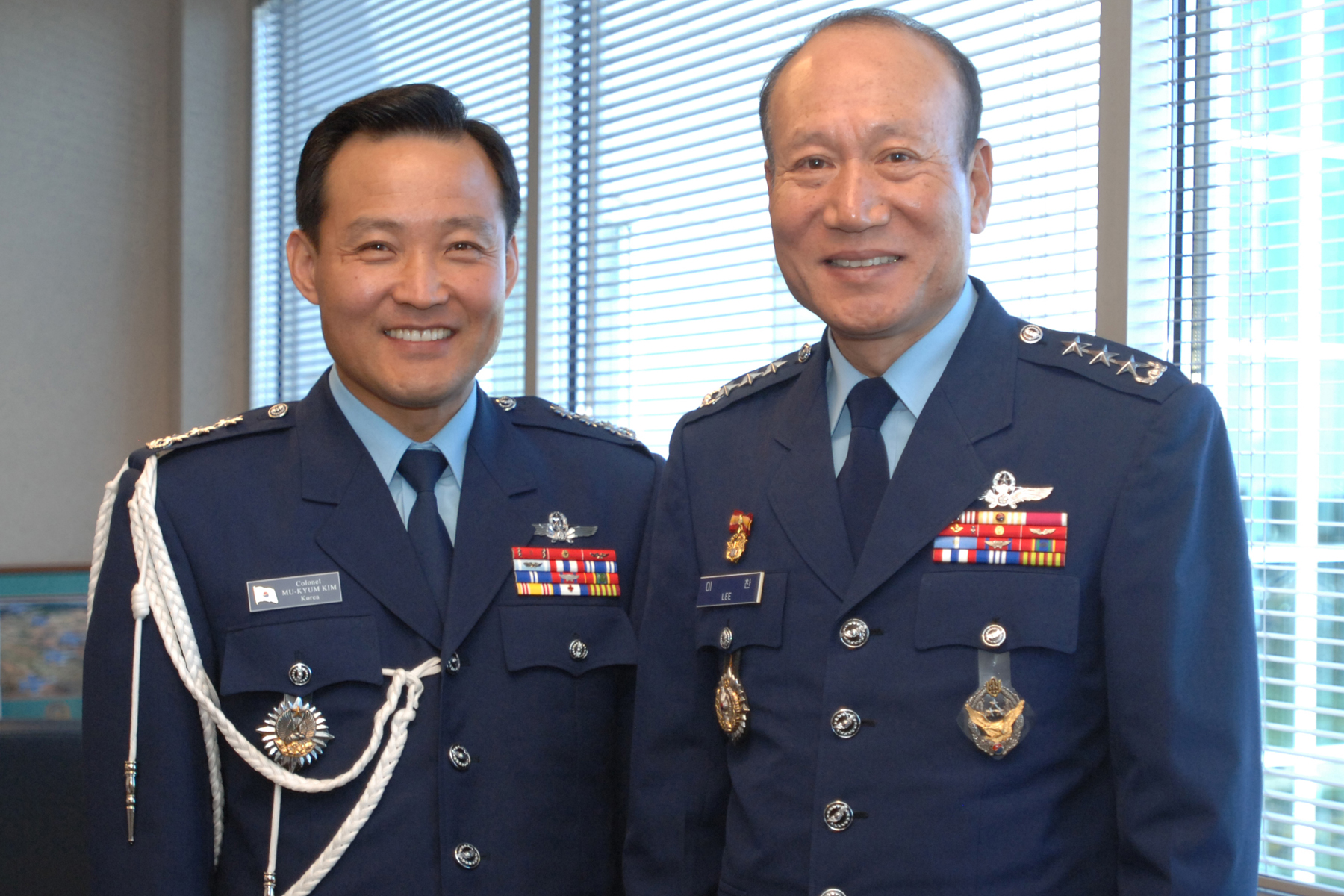
韓国空軍駐在武官。
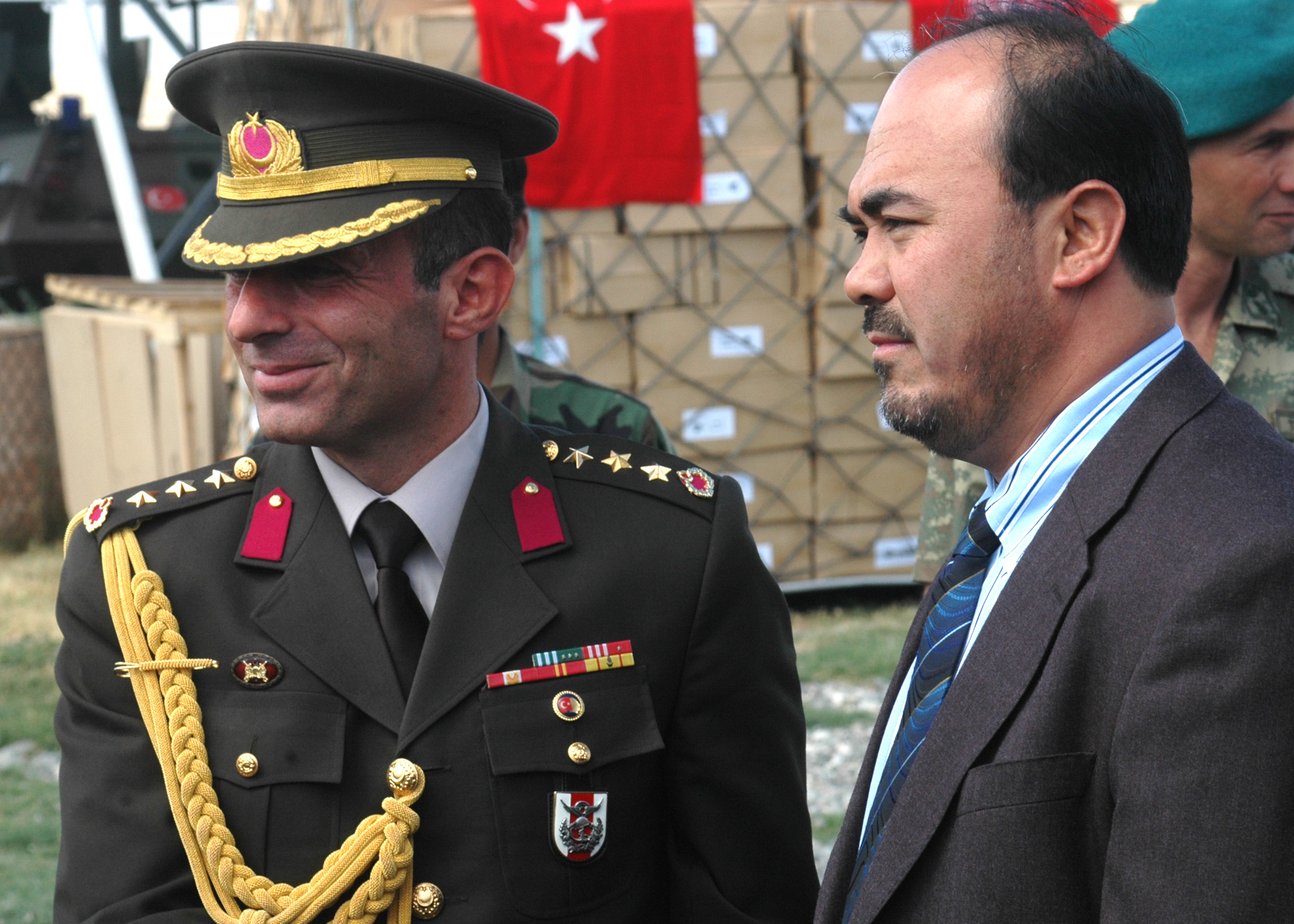
トルコ軍駐在武官。

## 参考資料

### 書籍
- Brian L Davis; Pierre Turner (1986). German uniforms of the Third Reich : 1933 - 1945 : in colour. Poole u.a.: Blandford Pr.. ISBN 978-0-7137-1927-7.
- 太田臨一郎 『日本の軍服-幕末から現代まで-』 国書刊行会、昭和55年。
- Ronald Pawly; Patrice Courcelle (2003). The Kaiser's warlords. Oxford: Osprey. ISBN 978-1-84176-558-7.